# Alfredo il Grande
Alfredo il Grande (in inglese antico: Ælfred; Wantage, 848 o 849 – Winchester, 26 ottobre 899) è stato sovrano del regno anglosassone occidentale del Wessex dall'871 all'899, ed è oggi venerato come santo da alcune tradizioni cristiane.
Alfredo fu l'ultimo figlio di Etelvulfo del Wessex e di Osburga di Wight, che perirono durante la sua infanzia. Ebbe tre fratelli - Etelbaldo, Etelberto, Etelredo - e una sorella, Etelswith; suo fratellastro fu Atelstano di Kent.
Ultimo della famiglia a salire al trono, come tutti i suoi familiari trascorse gran parte della propria vita a difendere il regno dalle razzie vichinghe. Dopo avere riportato una vittoria decisiva nella battaglia di Ethandun nell'878, strinse un accordo con i suoi avversari dando vita all'entità amministrativa nota come Danelaw, nei territori dell'Anglia orientale e nel sud della Northumbria. La creazione di un territorio per i danesi venne stabilita dall'accordo tra Alfredo e il comandante vichingo Guthrum, diventato sovrano dell'Anglia Orientale, dopo essersi convertito al cattolicesimo. L’alleanza con Guthrum e altri re gallesi garantì ad Alfredo e ai suoi successori l’estensione della propria influenza all’intera Inghilterra.
Alfredo, uomo colto, incoraggiò l'istruzione e migliorò il sistema legislativo statale tramite la realizzazione di un codice normativo (Doom Book): per questo motivo fu detto «il Giustiniano inglese». Secondo gli storici anglosassoni, Alfredo si impegnò a creare una prima cultura unificata in Inghilterra, chiamando membri del clero dall’Impero carolingio per formare i chierici e i nobili del regno secondo le pratiche in uso nel continente europeo. Egli favorì lo sviluppo di luoghi dediti alla produzione di manoscritti in latino e inglese antico, i cui testi preminenti erano di carattere teologico e storico. Tra di essi, spicca la Cronaca Anglosassone, che ripercorre la storia dell’Inghilterra dal periodo romano fino al XII secolo; composta dal vescovo gallese Asser, amico di Alfredo, continuata da scribi anonimi sempre vicini alla nobiltà anglosassone e inglese.

## Contesto storico

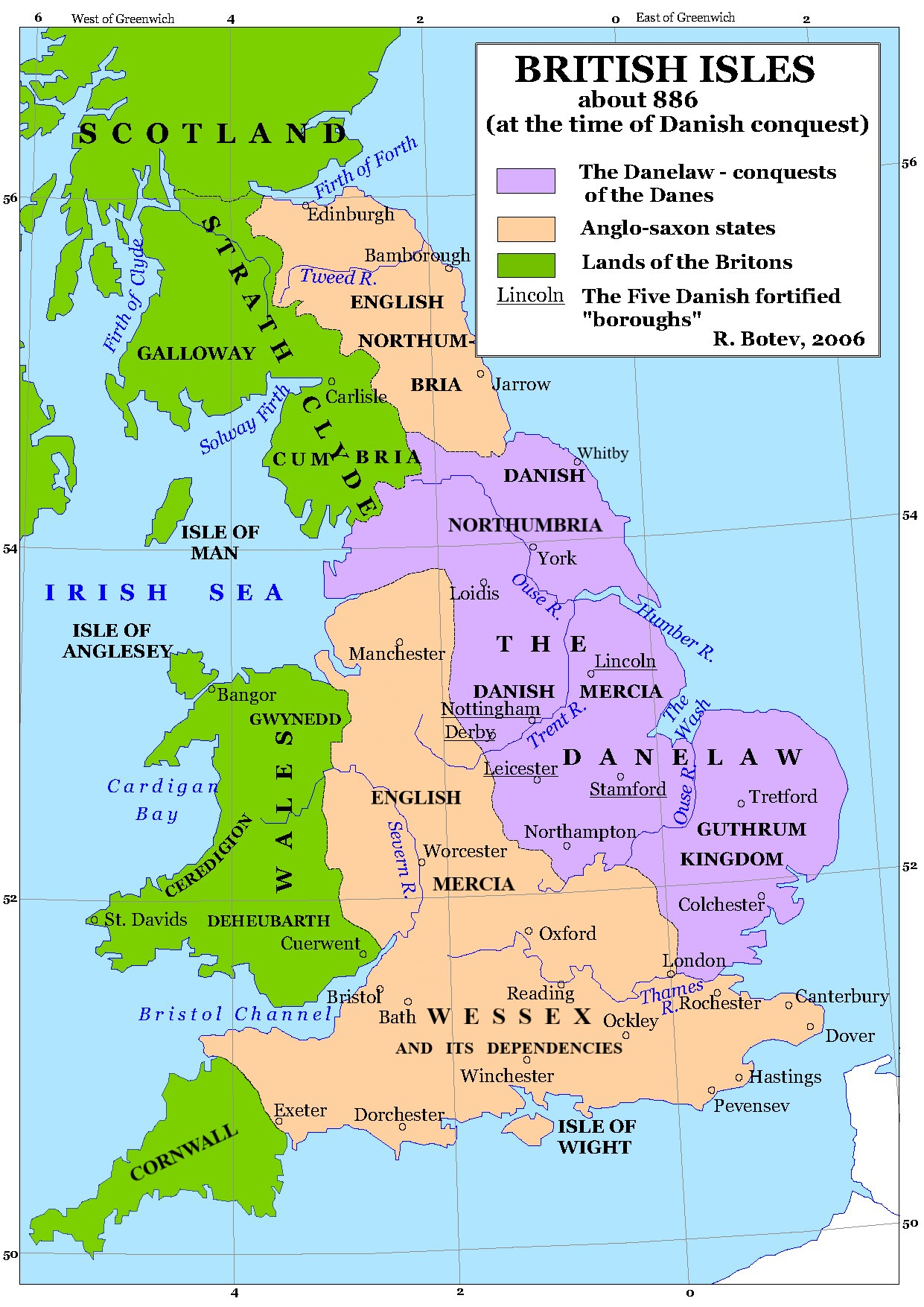
Mappa della Gran Bretagna nell'886

Il nonno di Alfredo, Egberto, divenne re del Wessex nell'802: secondo lo storico Richard Abels, i contemporanei ritenevano improbabile che questi stabilisse una dinastia duratura. Per due secoli tre famiglie avevano combattuto per il trono sassone occidentale e nessun figlio aveva seguito suo padre in veste di re. Nessun antenato di Egberto era stato re del Wessex dai tempi di Ceawlin, alla fine del VI secolo, ma si credeva fosse un discendente paterno di Cerdic, progenitore della dinastia sassone occidentale. Questa circostanza rese Egberto un aetheling, ovvero un principe eleggibile al trono. Dopo il regno di Egberto, la dinastia di Cerdic non godeva più del peso politico necessario a candidare un papabile aetheling. Quando Egberto morì nell'839 gli successe il figlio Etelvulfo; tutti i successivi re della Sassonia occidentale erano discendenti di Egberto ed Etelvulfo, oltre a essere anche figli di re.
All'inizio del IX secolo l'Inghilterra era quasi interamente sotto il controllo degli anglosassoni. La Mercia dominava l'Inghilterra meridionale, ma la sua supremazia terminò nell'825, quando venne definitivamente sconfitta da Egberto nella battaglia di Ellandun. I due regni divennero alleati, evento che non garantì maggiore difesa dalle invasioni vichinghe, ma che legò indissolubilmente i destini dei due regni. Nell'853, il re Burgred di Mercia richiese l'aiuto della Sassonia occidentale per sopprimere una ribellione gallese, mentre Etelvulfo guidò un contingente di sassoni occidentali in una campagna congiunta terminata con un successo. Nello stesso anno Burgred sposò la figlia di Etelvulfo, Etelswith, poco prima del loro esilio volontario, causato dalle minacce vichinghe di detronizzarlo e ucciderlo.
Nell'825 Egberto inviò Etelvulfo a invadere il sottoregno merciano del Kent e il suo viceré, Baldred, fu scacciato poco dopo. Entro l'830, l'Essex, del Surrey e del Sussex si erano sottomessi a Egberto, che aveva nominato Etelvulfo per governare i territori sudorientali come re del Kent. I vichinghi devastarono l'isola di Sheppey nell'835 e l'anno successivo sconfissero Egberto a Carhampton, nel Somerset, ma nell'838 surclassò un'alleanza di cornici e vichinghi nella battaglia di Hingston Down, riducendo la Cornovaglia allo status di un regno cliente. Il successo di Etelvulfo lo spinse a nominare il suo primogenito Atelstano come viceré del Kent. Egberto ed Etelvulfo potrebbero non avere inteso un'unione permanente tra Wessex e Kent perché entrambi figli nominati come viceré e funzionari di alto grado nel Wessex. Entrambi i re mantennero il controllo generale e ai loro sottoposti non fu consentito emettere la propria moneta.
Le incursioni vichinghe aumentarono nei primi anni 840 su entrambi i lati della Manica e nell'843 Etelvulfo perse a Carhampton. Nell'850, Atelstano sconfisse una flotta danese al largo di Sandwich nella prima battaglia navale registrata nella storia inglese. Nell'851 Etelvulfo e il suo secondo figlio, Etelbaldo, prevalsero sui vichinghi nella battaglia di Aclea e, secondo la Cronaca anglosassone, «compì il più grande massacro di un esercito di razziatori pagani di cui si sia parlato fino a oggi, suggellando una grande vittoria». Etelvulfo morì nell’858 dopo avere vissuto il tradimento del proprio secondogenito Etelbaldo, che non restituì il trono al ritorno del padre da Roma, lasciando solo il Sussex e il Kent ai suoi fratelli. Etelberto, terzogenito, dopo la morte del fratello maggiore, riuscì a riunire il regno riprendendo Wessex ed Essex, nella stessa forma che verrà poi ereditata da Alfredo.

## Biografia

### Nascita
Alfredo era figlio di Etelvulfo, re del Wessex, e di sua moglie Osburga. Secondo il suo biografo Asser, che scriveva nell'893, «nell'anno del Signore 849, Alfredo, re degli anglosassoni», nacque nel feudo della corona chiamato Wantage, nel distretto noto come Berkshire. Tale data è accettata dai curatori della biografia di Asser, Simon Keynes e Michael Lapidge, oltre che da altri storici quali David Dumville e Richard Huscroft. Tuttavia, gli elenchi genealogici della Sassonia occidentale affermano che Alfredo aveva 23 anni quando divenne re nell'aprile 871, il che implica che fosse nato tra l'aprile 847 e l'aprile 848. Questa datazione è adottata nella biografia fornita da Alfred Smyth, che considera non affidabile l'opera di Asser, un'accusa respinta da altri storici. Richard Abels nella sua biografia presenta perplessità su entrambe le fonti, senza selezionarne una più affidabile: per questo motivo indica la data tra l'847 e l'849, mentre Patrick Wormald nella sua voce sull'Oxford Dictionary of National Biography fornisce l'848 o l'849. Il Berkshire risultava storicamente conteso tra Wessex e Mercia: ancora nell'844, una mappa mostrava che faceva parte della Mercia, ma la nascita di Alfredo nella contea costituisce la prova che, verso la fine degli anni 840, il controllo era passato al Wessex.
Figlio più giovane di sei fratelli, suo fratello maggiore Atelstano era abbastanza grande da essere nominato vice-re del Kent nell'839, quasi 10 anni prima della nascita di Alfredo. Questi morì nei primi anni 850. I successivi tre fratelli di Alfredo furono poi re del Wessex. Etelbaldo (858-860) ed Etelberto (860-865) avevano anche loro molti più anni di Alfredo, mentre lo stesso discorso non valeva per Etelredo (865-871), il quale aveva solo un anno o due in più. L'unica sorella conosciuta di Alfredo, Etelswith, sposò Burgred, re del regno di Mercia nell'853. La maggior parte degli storici ritiene che Osburga, discendente dei sovrani dell'isola di Wight, fosse la madre di tutti i figli di Etelvulfo, ma alcuni suggeriscono che i più grandi siano nati da una prima moglie i cui dettagli rimangono sconosciuti. Asser la descrive come «una donna molto religiosa, nobile per temperamento e per nascita». Quest'ultima si spense nell'856, quando Etelvulfo sposò Giuditta, figlia di Carlo il Calvo, re dei Franchi Occidentali.

### Giovinezza

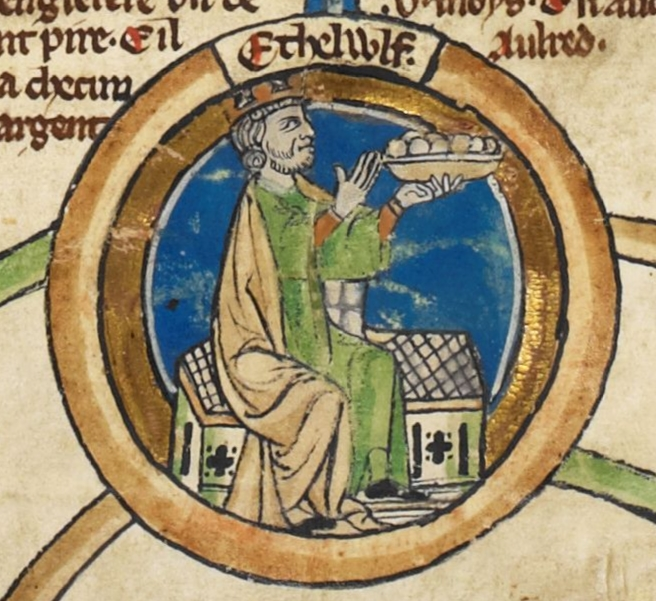
Il padre di Alfredo Etelvulfo del Wessex nel Rotolo Genealogico dei Re d'Inghilterra dell'inizio del XIV secolo

Secondo Asser, nella sua infanzia Alfredo vinse un libro di poesia inglese splendidamente decorato, offerto come premio da sua madre al primo dei suoi figli in grado di memorizzarlo. La donna deve averglielo verosimilmente letto, perché sua madre morì quando aveva circa sei anni e non imparò a leggere fino a quando non ne fece dodici. Nell'853, Alfredo compare nella Cronaca anglosassone, dove si riferisce del suo viaggio a Roma durante cui fu confermato da papa Leone IV, che lo «unse monarca». In età vittoriana, gli scrittori interpretarono questo evento come un'incoronazione anticipata, in preparazione della sua eventuale successione al trono del Wessex. Si tratta di una ricostruzione improbabile: la sua successione non poteva essere prevista all'epoca perché Alfredo aveva tre fratelli più di grandi di lui in vita. Una lettera di Leone IV dimostra che Alfredo fu nominato consul e un'interpretazione erronea di questa investitura, sia essa intenzionale o accidentale, potrebbe giustificare la successiva confusione. L'evento potrebbe basarsi sul fatto che Alfredo in seguito accompagnò suo padre in un pellegrinaggio a Roma, dove trascorse un po' di tempo alla corte di Carlo il Calvo, re dei Franchi, intorno all'854-855. Al loro ritorno da Roma nell'856, Etelvulfo fu deposto da suo figlio Etelbaldo. Con la guerra civile incombente, i magnati del regno si riunirono in consiglio per formare un compromesso. Etelbaldo preservò le contee occidentali (cioè il Wessex storico) ed Etelvulfo regnò a est. Dopo la morte del re Etelvulfo nell'858, il Wessex fu governato da tre fratelli di Alfredo in successione: Etelbaldo, Etelberto e Etelredo.

### I fratelli di Alfredo al potere

Una mappa del percorso intrapreso dalla grande armata danese vichinga che giunse in Inghilterra dalla Danimarca, dalla Norvegia e dalla Svezia meridionale nell'865

Alfredo non è menzionato durante i brevi regni dei suoi fratelli maggiori Etelbaldo e Etelberto. La Cronaca anglosassone descrive la grande armata danese che sbarcò in Anglia orientale con l'intento di conquistare i quattro regni che costituivano l'Inghilterra anglosassone nell'865. L'avvicinamento definitivo alla corte da parte di Alfredo iniziò nell'865 all'età di 16 anni, quando ascese al trono del suo terzo fratello, il diciottenne Etelredo. Durante questo periodo, il vescovo Asser assegnò ad Alfredo il titolo esclusivo di secundarius, che potrebbe indicare una posizione simile a quella del tanistry di epoca celtica, ossia un successore riconosciuto strettamente associato al monarca regnante. Questa disposizione potrebbe essere stata sancita dal padre di Alfredo o dal witan per proteggersi dal pericolo di una successione contesa qualora Etelredo fosse caduto in battaglia. Si trattava di una tradizione ben nota tra gli altri popoli germanici, per esempio svedesi e franchi a cui gli anglosassoni erano strettamente legati, incoronare un successore come principe reale e comandante militare.

#### Invasione vichinga
Nell'868 si riferisce di Alfredo mentre combatteva al fianco di Etelredo nel tentativo fallito di ostacolare la grande armata pagana guidata da Ívarr Senz'ossa fuori dall'adiacente Regno di Mercia. I danesi arrivarono in patria alla fine dell'870 e l'anno successivo si combatterono nove scontri, con alterni risultati; i luoghi e le date di due di queste battaglie restano oggetto di mistero. Una schermaglia di successo alla battaglia di Englefield nel Berkshire il 31 dicembre 870 fu seguita da una grave sconfitta durante l'assedio e la battaglia di Reading dal fratello di Ívarr Halfdan Ragnarsson il 5 gennaio 871. Quattro giorni dopo, gli anglosassoni prevalsero nella battaglia di Ashdown a Berkshire Downs, forse vicino a Compton o Aldworth. I sassoni furono sconfitti nella battaglia di Basing il 22 gennaio e poi in una seconda occasione il 22 marzo a Marton (forse Marden, nel Wiltshire, o Martin, nel Dorset). Etelredo morì poco dopo ad aprile.

### Al potere

#### Le prime lotte
Nell'aprile del 871, alla dipartita di Etelredo seguì la salita al trono di Alfredo del Wessex e l'onere della sua difesa, nonostante il defunto monarca avesse due figli all'epoca minorenni, Etelelmo e Etelvaldo. Una simile scelta si comprende se si pensa all'accordo che Etelredo e Alfredo avevano fatto all'inizio di quell'anno nel corso di un'assemblea in un luogo non identificato chiamato Swinbeorg. I fratelli avevano concordato che chiunque di loro fosse sopravvissuto all'altro avrebbe ereditato i possedimenti che il re Etelvulfo aveva lasciato congiuntamente ai suoi figli nel suo testamento. I discendenti del defunto avrebbero ricevuto solo le proprietà e le ricchezze che il padre aveva loro assegnato e i feudi aggiuntivi che lo zio aveva acquisito. La premessa non dichiarata era che il fratello sopravvissuto sarebbe divenuto monarca. Data l'invasione danese e la giovinezza dei suoi nipoti, l'ascesa di Alfredo probabilmente non ricevette contestazioni.
Mentre era impegnato con le cerimonie funebri per suo fratello, i danesi sconfissero l'esercito sassone in sua assenza in un luogo sconosciuto e poi di nuovo in sua presenza a Wilton a maggio. La battuta d'arresto dissolse ogni speranza residua che Alfredo potesse scacciare gli invasori dal suo regno: pertanto, dovette stipulare una pace con loro. Sebbene i termini dell'intesa non siano registrati, il vescovo Asser scrisse che i pagani accettarono di lasciare il regno e mantennero la loro promessa.
L'esercito vichingo si ritirò da Reading nell'autunno dell'871 per occupare i quartieri invernali nella Londra merciana. Sebbene non sia menzionato da Asser o dalla Cronaca anglosassone, Alfredo probabilmente consegnò ai vichinghi una lauta somma per spingerli ad andarsene, proprio come avrebbero fatto i merciani l'anno seguente. Delle ricchezze risalenti all'occupazione vichinga di Londra nell'871/872 sono state scoperte a Croydon, Gravesend e Waterloo Bridge. Questi reperti suggeriscono il costo necessario a stipulare la pace con la controparte. Durante il lustro successivo, i danesi occuparono altre regioni dell'Inghilterra.
Nell'876, sotto i loro tre capi Guthrum, Oscetel e Anwend, i danesi superarono l'esercito sassone attaccando e occupando Wareham, nel Dorset. Alfredo li bloccò senza però risultare in grado di espugnare Wareham dopo averla presa d'assalto. Egli negoziò una pace che comportò uno scambio di ostaggi e giuramenti, con i danesi che diedero la loro parola su un «anello sacro» associato al culto del dio Thor. I danesi si rimangiarono la loro parola e, dopo avere ucciso tutti gli ostaggi, fuggirono con il favore della notte a Exeter, nel Devon.
Alfredo bloccò le navi vichinghe nel Devon e, considerando che della flotta di rinforzi dei pagani si persero le tracce dopo una tempesta, i danesi furono costretti a sottomettersi e si ritirarono in Mercia. Nel gennaio 878, i danesi attaccarono senza preavviso Chippenham, una roccaforte reale in cui Alfredo era rimasto per trascorrere il Natale «e uccisero la maggioranza delle persone che vi si trovavano, tranne il sovrano. Egli, con un piccolo seguito, si fece strada tra boschi e paludi e dopo Pasqua realizzò un forte ad Athelney, nelle paludi di Somerset: da quella postazione continuò a combattere contro il nemico». Da Athelney, un'isola situata nelle paludi vicino a North Petherton, Alfredo riuscì a organizzare una campagna di resistenza, radunando le milizie locali dal Somerset, dal Wiltshire e dall'Hampshire. L'878 costituì il nadir della storia dei regni anglosassoni: con tutti gli altri regni caduti in mano ai vichinghi, rimaneva il solo Wessex a resistere agli assalti stranieri.

#### Contrattacco e vittoria

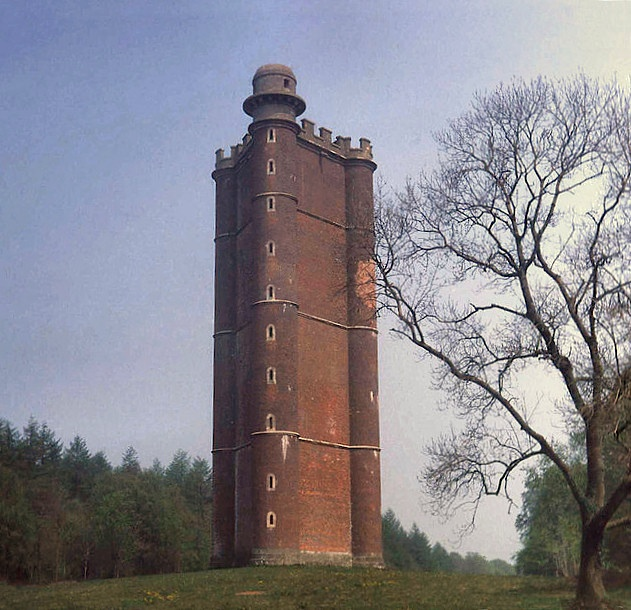
La torre di re Alfredo (1772) sul presunto sito della roccia di Egbert, dove si pensa che Alfredo radunò i sassoni nel maggio 878 prima della battaglia di Ethandun

Nella settima settimana dopo Pasqua (4-10 maggio 878), nei dintorni di Whitsuntide, Alfredo cavalcò verso la roccia di Egbert a est di Selwood, dove lo accolsero «tutte le persone del Somerset e del Wiltshire e di quella parte dell'Hampshire che si trova su questo lato del mare (cioè, a ovest del canale di Solent), rallegrandosi nel vederlo». L'allontanamento di Alfredo dalla sua roccaforte nelle paludi faceva parte di un'offensiva attentamente pianificata che prevedeva l'aumento in termini numerici dei fyrd di tre contee. Ciò significava non solo che il monarca aveva il sostegno dell'aldermanno, di alti funzionari reali e del thegn, incaricati di riscuotere e guidare queste forze, ma che loro avevano mantenuto le loro posizioni autoritarie in queste località abbastanza bene per rispondere alla sua chiamata alla guerra. Le azioni di Alfredo suggeriscono anche l'esistenza di un sistema di esploratori e messaggeri.
Alfredo ottenne una vittoria decisiva nella successiva battaglia di Edington, che potrebbe essere stata combattuta vicino a Westbury. In seguito, inseguì i danesi fino alla loro roccaforte a Chippenham e li lasciò morire di fame fino alla sottomissione. Uno dei termini della resa era che Guthrum si convertisse al cristianesimo. Tre settimane dopo, il re danese e 29 dei suoi uomini principali furono battezzati alla corte reale ad Aller, vicino ad Athelney, con Alfredo che ricevette Guthrum come suo figlio spirituale. Secondo Asser, «la rimozione del crismale» [la striscia di lino o di seta che cinge la fronte del cresimato dopo l'unzione con il crisma] nell'ottavo giorno ebbe luogo in un feudo della corona chiamato Wedmore. Nella stessa località Alfredo e Guthrum negoziarono quello che alcuni storici chiamarono il trattato di Wedmore, ma solo qualche anno dopo la cessazione delle ostilità si sottoscrisse una formale intesa. Secondo i termini del cosiddetto documento, il convertito Guthrum doveva lasciare il Wessex e tornare nell'Anglia orientale. Di conseguenza, nell'879 l'esercito vichingo lasciò Chippenham e si diresse verso Cirencester. Il formale trattato di Alfredo e Guthrum, conservato in inglese antico nel Corpus Christi College (manoscritto 383), e in una compilazione latina nota come Quadripartitus, fu negoziato più tardi, forse nell'879 o 880, quando re Ceolwulf II di Mercia andò deposto. L'atto divise di fatto il regno di Mercia: stando ai termini, il confine tra i regni di Alfredo e Guthrum seguiva il fiume Tamigi fino al fiume Lea, dopodiché si seguiva il corso fino alla sorgente di quest'ultimo (vicino a Luton). Da lì procedeva in linea retta fino a Bedford e da quest'ultima posizione affiancava il fiume Ouse fino a Watling Street.
In sostanza Alfredo succedette al regno di Ceolwulf costituito dalla Mercia occidentale, mentre Guthrum incorporò la parte orientale della Mercia in una versione estesa del regno dell'Anglia orientale (da allora in poi l'entità assunse il nome di Danelaw). Inoltre, Alfredo avrebbe preservato il controllo della città merciana di Londra e delle sue zecche, almeno per quel frangente storico. Nell'825, la Cronaca anglosassone riferiva che il popolo di Essex, Sussex, Kent e Surrey si arrese a Egberto, nonno di Alfredo. Da allora fino all'arrivo della grande armata danese, l'Essex aveva fatto parte del Wessex. Dopo la fondazione del Danelaw, pare che una sezione dell'Essex passò in mano ai danesi, ma si tratta di un avvenimento non chiaro.

#### Anni 880
Con la firma del trattato di Alfredo e Guthrum, che si ritiene avvenne intorno all'880, ovvero quando la gente di Guthrum iniziò a stabilirsi nell'Anglia orientale, il comandante danese poteva dirsi una minaccia neutralizzata. L'esercito vichingo, che era rimasto a Fulham durante l'inverno dell'878-879, salpò per Gand e si rese responsabile di episodi di guerra nel continente dall'879 all'892.
Benché dopo la firma della pace con Guthrum non si assistette per qualche tempo a conflitti su vasta scala, si verificarono comunque delle incursioni minori lungo la costa del Wessex negli anni 880. Nell'882, Alfredo ingaggiò una piccola battaglia navale contro quattro navi danesi. Due delle imbarcazioni finirono distrutte e le altre si arresero. L'accaduto di una delle quattro battaglie navali ci è riferito dalla Cronaca anglosassone, tre delle quali coinvolsero Alfredo. Schermaglie simili con razziatori vichinghi che agivano in maniera autonoma si sarebbero verificate per diverso tempo a venire, riportando alla memoria quelle dei decenni passati.
Nell'883 il papa Marino esentò dalla tassazione il quartiere sassone di Roma, forse in cambio della promessa di Alfredo di inviare annualmente elemosine alla Santa Sede: un simile evento potrebbe costituire l'origine della tassa medievale conosciuta come obolo di San Pietro. Il papa inviò pure dei doni ad Alfredo, incluso quello che si riteneva fosse un frammento della Vera Croce.
Nell'855 particolare clamore destò in Inghilterra un saccheggio nel Kent, regno alleato nel sud est, che vide come protagonista ancora una volta Guthrum. Il resoconto di Asser dell'incursione colloca i razziatori danesi nella città sassone di Rochester, dove essi ultimarono una fortezza temporanea per assediare la città. In risposta a quanto accaduto, Alfredo convogliò subito una forza anglosassone contro i danesi, i quali, invece di ingaggiare l'esercito del Wessex, fuggirono verso le loro navi ancorate sulle spiagge e navigarono in un'altra zona della Gran Bretagna. La forza danese in ritirata avrebbe lasciato la Gran Bretagna solo l'estate successiva. Frattanto, non molto tempo dopo il fallito progetto danese nel Kent, il sovrano inglese inviò la sua flotta nell'Anglia orientale. Lo scopo di questa spedizione resta avvolto nel mistero, ma Asser afferma che si trattava di una risposta a dei saccheggi. Dopo avere risalito il fiume Stour la flotta intravide tredici o sedici navi danesi (le fonti variano) e ne seguì una battaglia. La flotta anglosassone emerse vittoriosa e, come racconta Huntingdon, «carica di spoglie». Le imbarcazioni vittoriose vennero scoperte nell'atto di lasciare il fiume Stour da un gruppo di danesi alla foce del corso d'acqua e persero lo scontro, forse perché già estenuati dalla lizza precedente.

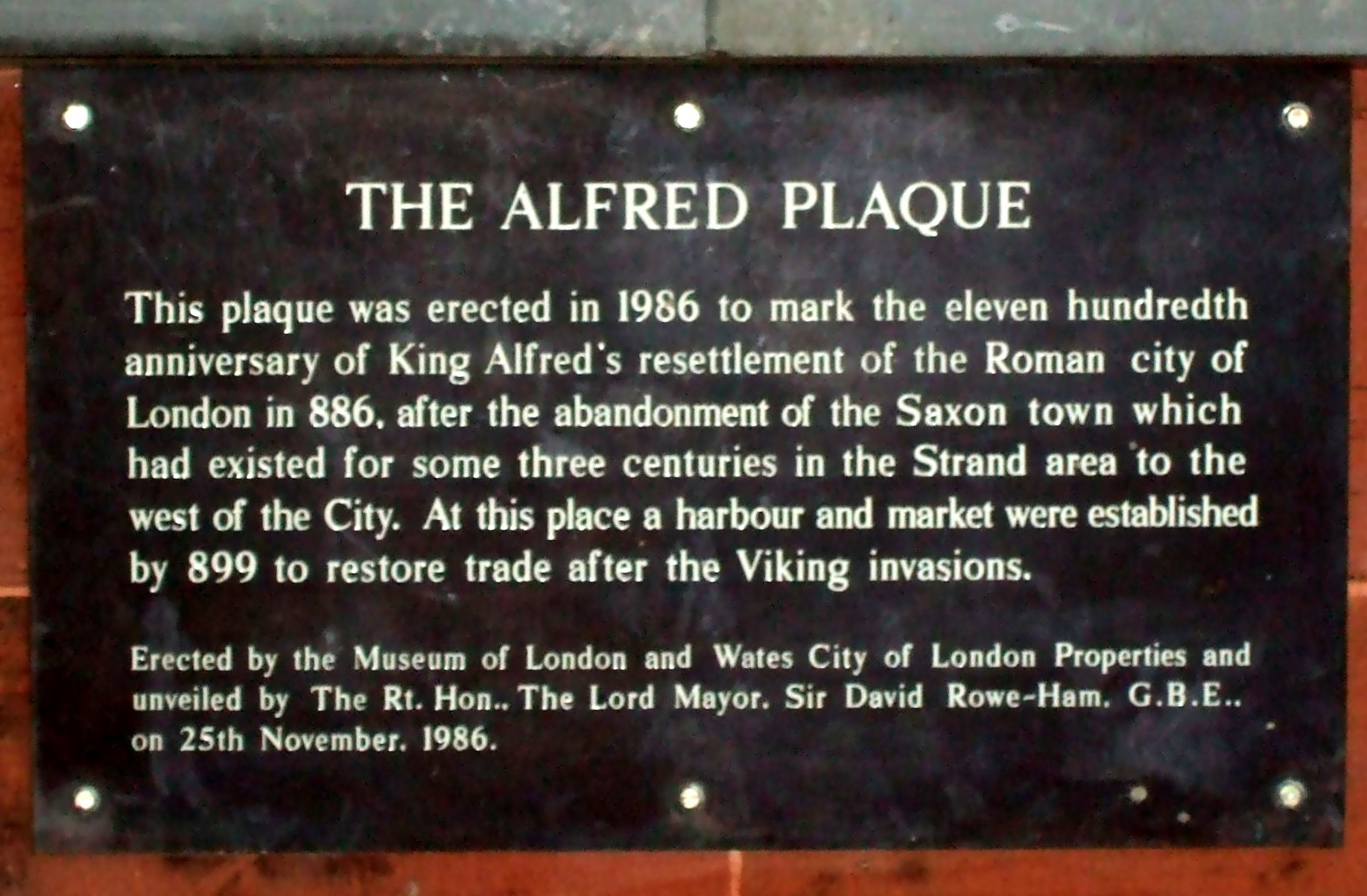
Una targa nella Città di Londra che ricorda il restauro della città fortificata romana da parte di Alfredo

Un anno dopo, nell'886, Alfredo rioccupò la città di Londra e decise di renderla nuovamente abitabile, in quanto versava in pessime condizioni. Egli affidò l'insediamento alle cure di suo genero Etelredo, aldermanno di Mercia. Il restauro progredì nella seconda metà degli anni 880 e si crede che ruotasse attorno a un nuovo piano stradale, all'aggiunta di fortificazioni oltre a quelle esistenti di epoca romana e, secondo alcuni, anche alla costruzione di strutture difensive localizzate sulla riva meridionale del fiume Tamigi.
In tale periodo quasi tutti i cronisti concordano che il popolo sassone dell'Inghilterra pre-unitaria si sottomise all'autorità di Alfredo. Nell'889 Guthrum, o Atelstano con il suo nome di battesimo, storico nemico di Alfredo e re dell'Anglia orientale, morì e fu sepolto a Hadleigh. La morte di Guthrum cambiò il panorama politico: il vuoto di potere che ne derivò stimolò altri signori della guerra assetati di potere e desiderosi di prendere il suo posto a combattere negli anni successivi. Gli anni di tranquillità della vita di Alfredo stavano volgendo al termine.

#### Attacchi vichinghi (anni 890)
Dopo un'altra fase di tregua, nell'autunno dell'892 o dell'893, i danesi colpirono di nuovo. Trovando precaria la loro posizione nell'Europa continentale, attraversarono l'Inghilterra su 330 navi organizzate in due divisioni. Il troncone maggiore si trincerò ad Appledore e il minore sotto Hastein, a Milton, sempre nel Kent. Gli invasori portarono con sé mogli e figli, cosa che lascia dedurre il tentativo concreto di eseguire conquiste e colonizzare in maniera stabile. Alfredo, nell'893 o nell'894, si stanziò in una posizione dalla quale poteva osservare entrambe le forze.
Mentre era in trattative con Hastein i danesi ad Appledore insorsero e attaccarono verso nord-ovest. Ingaggiati dal primogenito di Alfredo, Edoardo, questi furono sconfitti nella battaglia di Farnham nel Surrey e dovettero rifugiarsi su un'isola a Thorney, sul fiume Colne tra il Buckinghamshire e il Middlesex, dove furono bloccati e costretti a cedere ostaggi e a promettere di lasciare il Wessex. Si recarono in seguito nell'Essex e, dopo avere subito un'altra sconfitta a Benfleet, si unirono alle forze di Hastein a Shoebury. Alfredo stava andando a dare il cambio a suo figlio a Thorney quando seppe che i danesi della Northumbria e dell'Anglia orientale erano intenti ad assediare Exeter e una roccaforte senza nome sulla costa del North Devon. Il monarca si affrettò immediatamente verso ovest e diede il via al cosiddetto assedio di Exeter. Il destino dell'altra località non viene rivelato dalle fonti.
Il gruppo sotto Hastein decise di marciare lungo la valle del Tamigi, forse con l'idea di assistere i loro alleati a ovest. Raggiunti da una grande armata sotto i tre grandi aldermanni di Mercia, Wiltshire e Somerset e costretti a dirigersi a nord-ovest, venendo infine oltrepassati e bloccati a Buttington (alcuni identificano il sito con Buttington Tump alla foce del Wye, altri con Buttington vicino a Welshpool). Un tentativo di sfondare le linee inglesi fallì e i fuggiaschi si ritirarono a Shoebury. Dopo avere radunato i rinforzi si lanciarono all'improvviso attraverso l'Inghilterra e occuparono le mura romane in rovina di Chester. Gli inglesi non tentarono un blocco invernale, accontentandosi di distruggere tutte le provviste nel distretto.
All'inizio dell'894 o 895 la penuria di cibo costrinse i danesi a ritirarsi ancora una volta nell'Essex. Alla fine dell'anno i danesi richiamarono le loro navi lungo il Tamigi e il Lea e si trincerarono 32 km a nord di Londra. Un attacco frontale alle linee danesi fallì, anche se più tardi nel corso dell'anno Alfredo colse l'opportunità di ostruire il fiume per impedire l'uscita delle navi danesi. I danesi si resero conto di essere stati superati in manovra, allontanati verso nord-ovest e svernarono a Cwatbridge, vicino a Bridgnorth. L'anno seguente, nell'896 (o 897), essi rinunciarono alla lotta e alcuni si ritirarono in Northumbria, altri in Anglia orientale. Coloro che non avevano legami familiari in Inghilterra fecero ritorno in Scandinavia.

### Morte e sepoltura

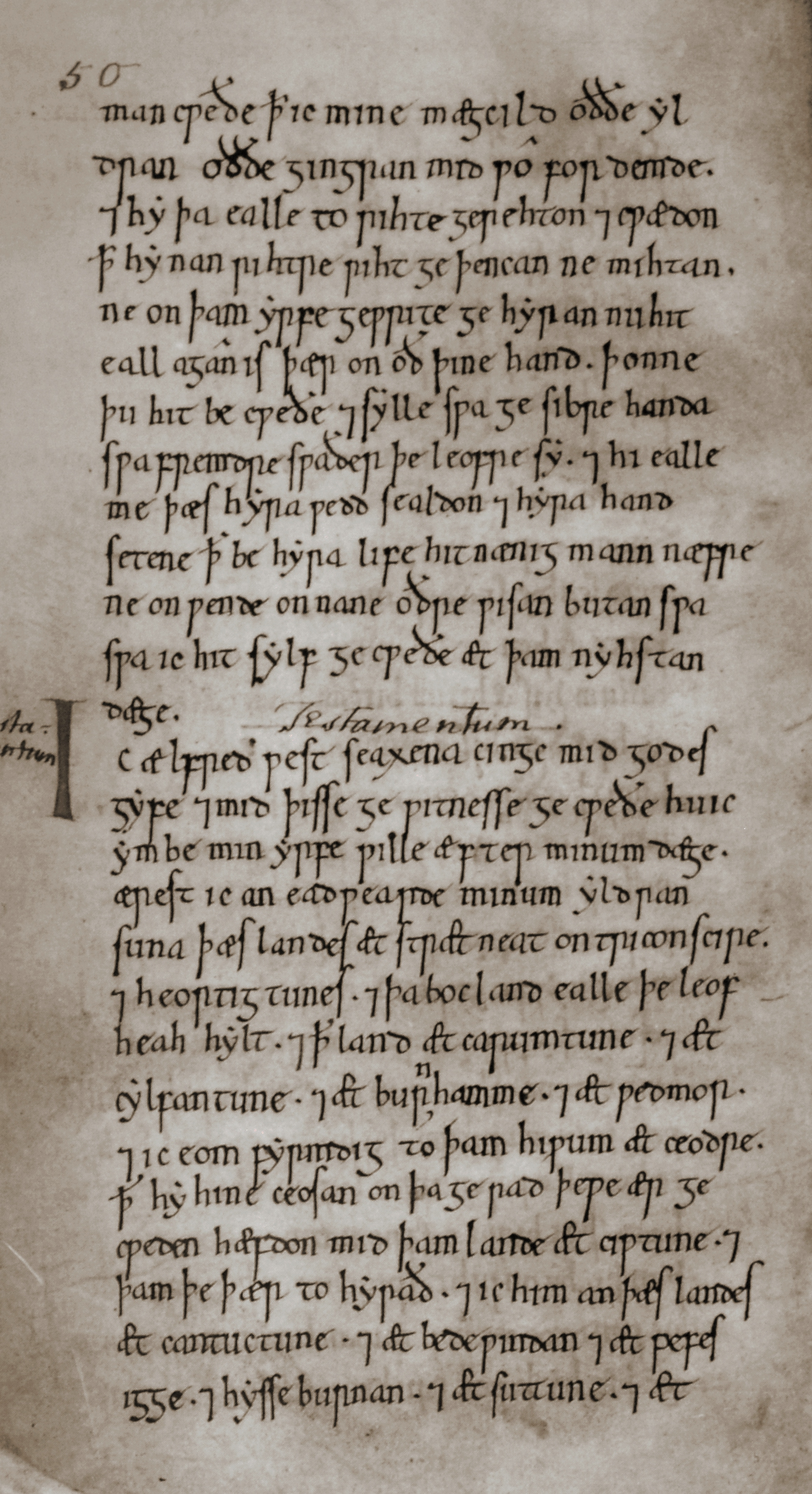
Volontà di Alfredo

Alfredo morì il 26 ottobre 899 all'età di 50 o 51 anni. Non si conosce la causa della sua morte, ma pare soffrì per tutta la vita di una malattia dolorosa e spiacevole. Il suo biografo Asser fornì una descrizione dettagliata dei sintomi, circostanza che ha permesso ai medici moderni di fornire una possibile diagnosi. Si pensa che patisse della malattia di Crohn o di emorroidi. Suo nipote, re Edredo, sembra soffrì una malattia simile.
Alfredo fu temporaneamente sepolto nella chiesa di Old Minster a Winchester con sua moglie Ealhswith e, in seguito, suo figlio Edoardo il Vecchio. Prima della sua dipartita, ordinò la costruzione dell'abbazia benedettina di New Minster, sperando che sarebbe diventata un mausoleo per lui e la sua famiglia. Quattro anni dopo la sua morte, i corpi di Alfredo e della sua famiglia furono riesumati e trasferiti nel loro nuovo luogo di sepoltura nel New Minster, rimanendovi per 211 anni. Quando Guglielmo il Conquistatore salì al trono inglese dopo la conquista normanna nel 1066, molte abbazie anglosassoni affrontarono la demolizione e la sostituzione con cattedrali normanne. Tra coloro che subirono tale destino rientrava anche quella di New Minster, dove Alfredo era stato sepolto. Prima della demolizione, i monaci avevano riesumato i corpi di Alfredo e della sua famiglia per trasferirli in sicurezza in una nuova posizione. I monaci si trasferirono ad Hyde nel 1110, un po' a nord della città, e si trasferirono all'abbazia cittadina insieme alla salma di Alfredo e a quella di sua moglie e dei suoi figli, che furono sepolte davanti all'altare maggiore.
Nel 1536, molte chiese cattoliche romane furono vandalizzate dal popolo inglese, spronato dalla disillusione nei confronti della chiesa durante il travagliato periodo della dissoluzione dei monasteri. Uno degli edifici religiosi era il luogo di sepoltura di Alfredo, l'abbazia di Hyde. Ancora una volta, il sito dove riposavano le spoglie venne violato in una terza occasione. L'abbazia di Hyde chiuse le porte nel 1538, durante il dominio di Enrico VIII: in quel momento, il sito della chiesa fu demolito e trattato alla stregua di una cava, con le pietre che componevano l'abbazia poi riutilizzate in opere architettoniche locali. Le tombe di pietra che ospitavano Alfredo e la sua famiglia rimasero sottoterra e la terra è tornata a essere coltivata. Le sepolture rimasero intatte fino al 1788, quando il sito finì acquisito dalla contea per la costruzione di un carcere cittadino.
Prima dell'inizio dell'edificazione, i detenuti che sarebbero poi stati imprigionati nel sito vennero inviati a sondare il terreno, allo scopo di prepararlo per la costruzione. Mentre scavavano le trincee di fondazione, i detenuti scoprirono le bare di Alfredo e della sua famiglia. Il prete cattolico locale, tale Milner, raccontava a proposito di tale evento:
I detenuti distrussero le bare di pietra, il piombo che le rivestiva fu venduto al prezzo di due ghinee e i resti all'interno furono sparsi nell'area. La prigione fu poi demolita tra il 1846 e il 1850. Ulteriori scavi eseguiti nel 1866 e 1897 si rivelarono inconcludenti. Nel 1866, l'antiquario dilettante John Mellor affermò di avere recuperato un certo numero di ossa dal sito che secondo lui erano quelle di Alfredo. Queste giunsero in possesso del vicario della vicina chiesa di San Bartolomeo, che le seppellì nuovamente in una tomba anonima nel cimitero locale.
Gli scavi condotti dal Winchester Museums Service del sito dell'abbazia di Hyde nel 1999 hanno individuato una seconda fossa scavata di fronte a dove sarebbe stato situato l'altare maggiore, identificato come probabilmente risalente agli scavi di Mellor del 1866. Lo scavo archeologico del 1999 rivelò le fondamenta degli edifici dell'abbazia e alcuni resti umani, indicati all'epoca appartenenti ad Alfredo; si è poi scoperto che invece appartenevano a una donna anziana. Nel marzo 2013, la diocesi di Winchester ha riesumato le ossa dalla tomba anonima di San Bartolomeo e le ha riposte in un deposito sicuro. La diocesi non ha espresso alcun parere in merito alla possibilità che si trattasse delle ossa di Alfredo, ma intendeva comunque conservarle al sicuro per analisi successive e per sottrarle all'attenzione dei curiosi stimolata anche dall'identificazione dei resti di Riccardo III, avvenuta poco tempo prima. Le ossa sono state poi sottoposte al radiocarbonio per la datazione ed è risultato che risalivano al 1300, quindi non erano attribuibili ad Alfredo. Nel gennaio del 2014 l'esame al radiocarbonio di un frammento di bacino portato alla luce nel 1999 nel sito di Hyde e conservato in un magazzino del museo di Winchester ha invece dato come risultato una collocazione temporale compatibile. I resti potrebbero quindi appartenere ad Alfredo o a suo figlio Edoardo, ma al momento non c'è ancora prova certa di questo.

## Politica

### Riforme militari

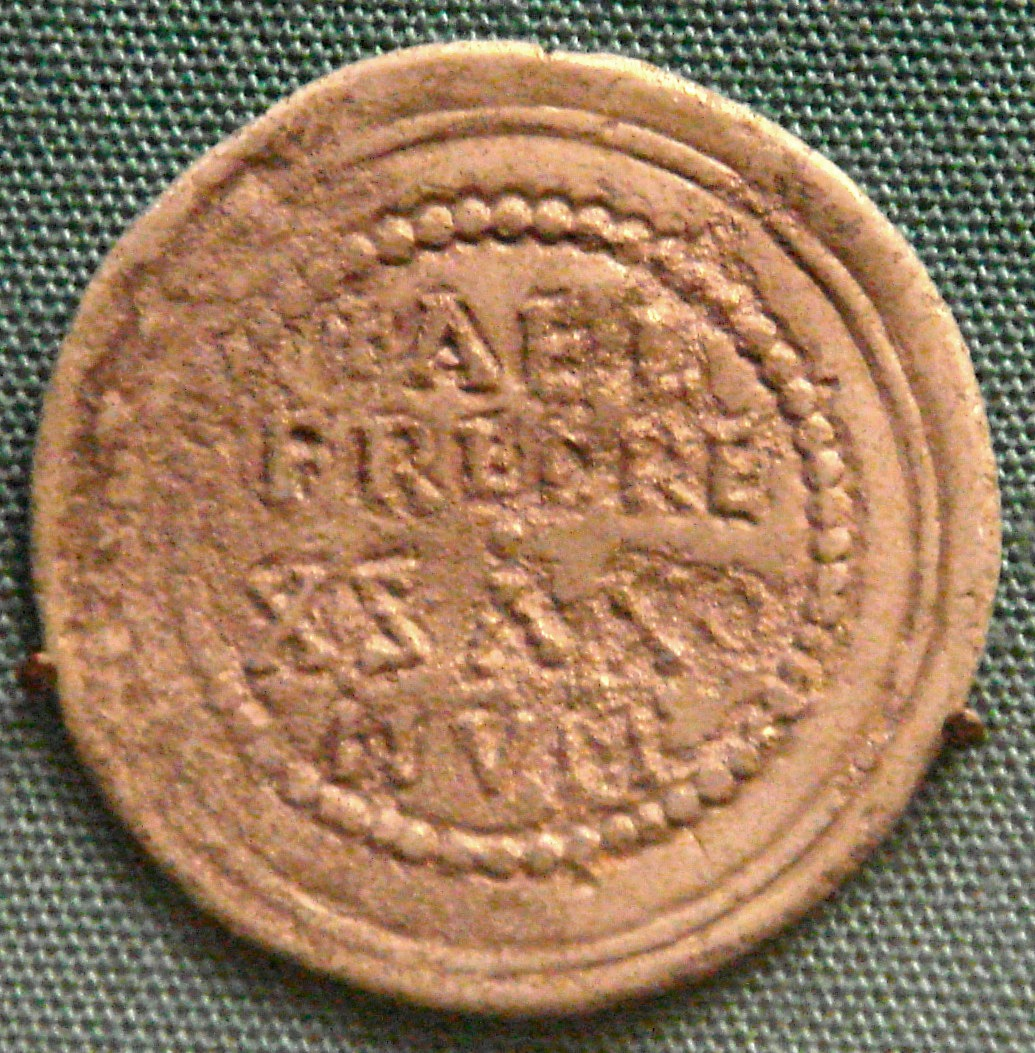
Penny d'offerta d'argento dedicato a Alfredo il Grande (871–899). L'iscrizione recita: AELFRED REX SAXONUM ("Alfredo re dei Sassoni")

Le tribù germaniche che invasero la Gran Bretagna nel V e VI secolo si affidavano alla fanteria non armata fornita dalla loro associazione tribale, o fyrd: su questo sistema dipendeva la potenza militare dei vari regni della prima Inghilterra anglosassone. Con fyrd si indicava la milizia locale della contea anglosassone in cui tutti gli uomini liberi dovevano prestare servizio; coloro che rifiutavano di prestarlo, erano passibili di ammende e rischiavano persino di perdere le loro proprietà. Secondo il codice legale di re Ine del Wessex, emesso nel 694 circa:
La cronologia di fallimenti in Wessex che precedette il successo di Alfredo nell'878 fa intuire che l'impostazione tradizionale del sistema di reclutamento si fosse ingolfata a vantaggio dei danesi. Mentre gli anglosassoni e i danesi attaccavano gli insediamenti per il saccheggio, le tattiche impiegate risultavano diverse. Nelle loro incursioni, i primi preferivano attaccare frontalmente, coordinando le loro forze e formando un muro di scudi con cui si avanzava contro l'avversario allo scopo di rompere il muro difensivo. I danesi preferivano optare per bersagli facili, mappando incursioni prudenti per evitare di rischiare il loro bottino con attacchi complicati. Alfredo notò come essi solevano scagliare attacchi da basi sicure da cui potevano ritirarsi in caso di forte resistenza nemica. Poiché nella prassi i danesi ricorsero anche a trincee, all'occupazione di fortificazioni e alla realizzazione di palizzate, il sovrano inglese non esitò a ricorrere in certe occasioni alla scelta di affamare i suoi avversari.
Il procedimento con cui gli anglosassoni schieravano le forze per difendersi dai nemici li rese vulnerabili ai vichinghi. Era responsabilità del fyrd della contea di riferimento quella di gestire le incursioni locali. Il re poteva richiamare la milizia nazionale per difendere il regno, ma nel caso delle incursioni vichinghe, problemi logistici e di comunicazione impedirono di radunare i guerrieri con sufficiente rapidità. Fu solo dopo l'inizio delle incursioni che si lanciò un appello ai feudatari, invitandoli a coinvolgere i loro sudditi in battaglia. È pertanto probabile che nella prassi grandi regioni potrebbero essere state devastate prima che le guarnigioni difensive potessero radunarsi e arrivare in tempo. Sebbene i proprietari terrieri fossero obbligati dal re a fornire questi uomini quando chiamati, durante gli attacchi dell'878 molti disertarono Alfredo e collaborarono con Guthrum.
In virtù di siffatto scenario, Alfredo capitalizzò gli anni relativamente pacifici successivi alla sua vittoria a Edington dedicandosi a un'ambiziosa ristrutturazione delle difese sassoni. Durante il suo viaggio a Roma, Alfredo aveva soggiornato con Carlo il Calvo ed è possibile che abbia appreso come i re carolingi avevano affrontato i razziatori vichinghi. Sulla base delle loro esperienze, fu in grado di imbastire un regime fiscale e difensivo maggiormente funzionante per il Wessex. Il sistema di fortificazioni nella Mercia di epoca pre-vichinga potrebbe avere esercitato una certa influenza, ma solo quando le incursioni vichinghe ripresero nell'892 Alfredo si trovò meglio preparato ad affrontarle con gruppi di fanteria, con guarnigioni mobili che dovevano essere sempre a disposizione e con una piccola flotta di navi concentrate nei fiumi e negli estuari.

#### Marina inglese
Alfredo si cimentò anche nella progettazione navale. Nell'896 ordinò la costruzione di una piccola flotta, forse una dozzina di navi lunghe che, essendo a 60 remi, risultavano più grandi del doppio rispetto alla controparte vichinga. A ogni modo non si può sostenere che in quella fase avvenne la nascita della marina inglese, come sostenevano gli storici di epoca vittoriana. Il Wessex aveva già posseduto una flotta reale prima del regno di Alfredo. Il fratello maggiore di quest'ultimo, il viceré Atelstano di Kent e l'aldermanno Ealhhere avevano infatti sconfitto una flotta vichinga nell'851 catturando nove navi; anche Alfredo stesso aveva già condotto azioni navali nell'882. L'anno 897 segnò un importante sviluppo del Wessex quale potenza navale. L'autore della Cronaca anglosassone riferiva che le navi di Alfredo erano più grosse, più veloci, più stabili e solcavano meglio le onde rispetto ai danesi o ai frisoni. È probabile che, sotto gli insegnamenti di scuola classica di Asser, Alfredo abbia sfruttato il progetto di navi da guerra greche e romane, con fianchi alti ideati per il combattimento piuttosto che per la navigazione.
Alfredo intuì che dare vita a una potenza marittima poteva ovviare al problema delle incursioni: riuscire a intercettare le flotte di razziatori prima del loro sbarco avrebbe potuto scongiurare la devastazione del regno. Risulta plausibile che le imbarcazioni fossero state concepite per essere più grandi, ma nella pratica si rivelarono troppo poco manovrabili per muoversi agevolmente nelle basse acque di estuari e fiumi, gli unici luoghi in cui si poteva combattere una battaglia navale. Le navi da guerra dell'epoca non erano progettate per affondarne altre, ma piuttosto per convogliare truppe. Si suppone pertanto che, come nel caso delle battaglie navali che avevano luogo in Scandinavia in tarda età vichinga, gli scontri potrebbero essersi svolti con il fiancheggiamento di una nave a un'imbarcazione avversaria, l'agganciamento delle due e infine l'abbordaggio. Il risultato generava una battaglia con combattimenti corpo a corpo a bordo delle due navi fissate.
In uno scontro avvenuto nell'896 la nuova flotta di nove navi di Alfredo intercettò sei imbarcazioni vichinghe alla foce di un fiume non identificato nel sud dell'Inghilterra. I danesi erano sbarcati dalla metà delle loro navi e si erano sparpagliati nell'entroterra. Gli uomini di Alfredo si mossero immediatamente per bloccare la loro fuga e le tre navi scandinave a galla tentarono di sfondare le linee inglesi, con una sola che riuscì a scampare. Le navi inglesi intercettarono infatti le altre due. Legando le imbarcazioni vichinghe alle proprie, l'equipaggio inglese salì a bordo e procedette a uccidere gli ostili. Una di esse fu capace di sfuggire perché le navi pesanti di Alfredo si arenarono quando la marea si abbassò. Nella battaglia, i danesi apparivano in forte inferiorità numerica, ma con l'aumentare della marea tornarono alle loro barche che, grazie a venti meno forti, si liberarono per prime. Gli inglesi dovettero guardare gli attaccanti fuggire imponenti, avendo subito così tante perdite (120 morti contro 62 frisoni e inglesi) da avere difficoltà a spingersi in mare aperto. Troppo danneggiate per remare oltre il Sussex, due navi scandinave furono sospinte contro la costa del Sussex (probabilmente a Selsey Bill). L'equipaggio naufragato fu condotto davanti ad Alfredo a Winchester e impiccato.

### Amministrazione e fiscalità
Gli abitanti dell'Inghilterra anglosassone avevano un triplice obbligo, basato sulla loro proprietà terriera: i cosiddetti "oneri comuni" del servizio militare, la necessità di prestare lavoro come sentinelle nelle fortezze e il compito di prestare manodopera nella riparazione dei ponti. Questa triade di mansioni veniva tradizionalmente chiamata trinoda necessitas o trimoda necessitas. Il termine con cui in antico inglese si indicava la contravvenzione riservata a chi poneva in essere atti di negligenza, imprudenza o imperizia durante il servizio militare prendeva il nome di fierdwite. Per mantenere operativi i burh e riorganizzare il fyrd come esercito permanente, Alfredo estese il regime di tassazione e coscrizione basato sui ricavi ottenuti dai proprietari di un determinato appezzamento. L'hide costituiva l'unità base del sistema su cui venivano valutati gli oneri fiscali che ricadevano in capo a un soggetto. Si cristallizzava così anche un'evoluzione del significato del termine, in quanto hide indicava invece in origine la quantità di terra sufficiente a sostentare una famiglia.

### Il sistema deiburh

Una mappa dei burh rientranti nella rete di fortezze del Burghal Hidage

La base del nuovo sistema di difesa militare di Alfredo si componeva di una rete di burh, ovvero fortezze difensive distribuite in punti tattici in tutto il regno. Si contavano 33 burh, distanti l'uno dall'altro circa 30 km, che consentivano ai militari di affrontare attacchi ovunque nel regno in una sola giornata.
I burh di Alfredo (di cui 22 elevati a borough, ovvero centri urbani circondati da mura) variavano da antiche città romane, come nel caso di Winchester, dove furono riparate le mura in pietra e si aggiunsero dei fossati, a massicce mura realizzate con la tecnica del pisé circondate da ampi fossati, probabilmente rinforzati con rivestimento di legno e palizzate come a Burpham, nel Sussex occidentale. La dimensione dei borghi variava da minuscoli avamposti come Pilton, nel Devon, a grandi fortificazioni in insediamenti consolidate, la più grande delle quali era Winchester.
Un documento oggi identificato come Burghal Hidage (Familiare dei borghi) fornisce una panoramica di come funzionava la ragnatela difensiva. Si tratta di una lista di burh che fornivano la stima della "famiglia" dei distretti confinanti che erano soggetti al contributo per la difesa del borgo, ciascuno contribuendo al mantenimento e all'equipaggiamento di uomini per le fortificazioni in proporzione al numero di "famiglie" per cui essi rispondevano. Per mantenere in piedi l'apparato era necessario un totale di 27.071 soldati, circa uno su quattro di tutti gli uomini liberi nel Wessex. Molti dei burh erano città gemelle che si trovavano a cavallo di un fiume ed erano collegate da un ponte fortificato, come quelle costruite da Carlo il Calvo una generazione prima. Quando vi erano due strutture difensive localizzate lungo le due rive opposte del corso d'acqua, presidiare il passaggio delle barche risultava più facile. Per tale motivo le navi vichinghe dovettero talvolta navigare sotto un ponte presidiato fiancheggiato da uomini armati di pietre, lance o frecce. Altri burh erano situati vicino a ville reali fortificate, consentendo al sovrano un migliore controllo sulle sue roccaforti.

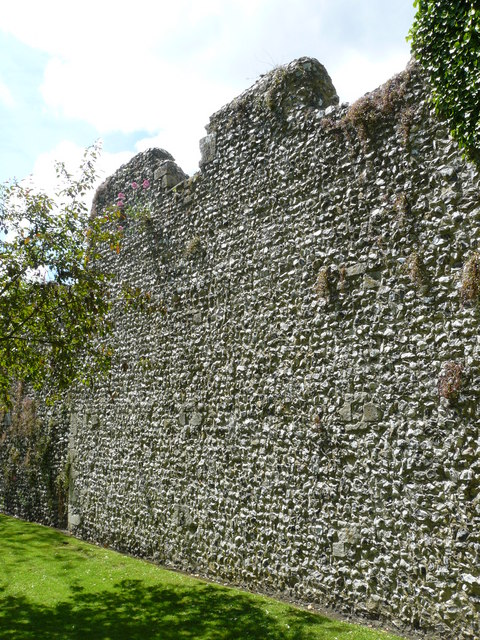
La difesa murata intorno a un burh. Le mura cittadine della capitale di Alfredo, Winchester. Le mura romane già presenti videro un lavoro di ammodernamento in epoca sassone e medievale

I burh erano collegati da un sistema stradale mantenuto per scopi militari (herepath). Le vie consentivano di radunare in fretta un esercito, a volte da più di un paese, per affrontare l'invasore vichingo. La rete stradale poneva ostacoli significativi agli invasori vichinghi, specialmente quelli carichi di bottino; il sistema minacciava le rotte e le comunicazioni degli scandinavi, rendendole assai più pericolose. I vichinghi non disponevano né delle attrezzature funzionali né delle conoscenze necessarie a imbastire un assedio contro un burh, dovendo perciò adattare i loro metodi di combattimento ad attacchi rapidi e ritirate veloci di fronte a fortificazioni ben difese. L'unico mezzo rimasto loro era quello di affamare il burh fino alla sottomissione, ma questo dava alla corona il tempo di spedire rinforzi o guarnigioni giunte dai burh vicini lungo le tratte stradali. In tali casi, i vichinghi apparivano estremamente vulnerabili all'inseguimento da parte delle forze militari congiunte del re. Il sistema di burh di Alfredo ottenne un successo talmente ben congegnato che quando i vichinghi tornarono nell'892 e presero d'assalto una fortezza semi-costruita e mal presidiata nell'estuario del Lympne, nel Kent, gli anglosassoni furono in grado di limitare la loro avanzata alle frontiere esterne del Wessex e della Mercia. L'impianto di Alfredo si presentava come rivoluzionario nella sua concezione strategica, anche se costoso nella sua esecuzione. Il suo biografo coevo Asser segnalava che vari nobili esitavano nel fornire una risposta alle richieste di supporto che giungevano alla loro attenzione, benché queste fossero necessarie a soddisfare «i bisogni comuni del regno».

### Riforme legali

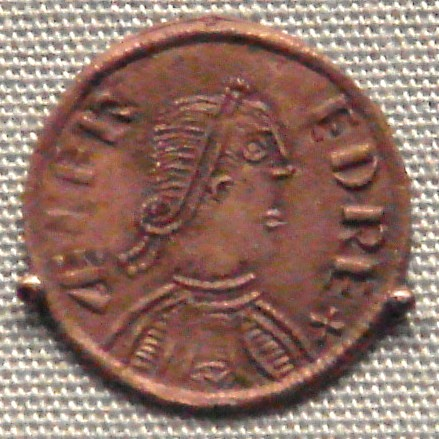
Una moneta di Alfredo esposta a Londra dell'880 (basata su un modello romano)

Alla fine degli anni 880 o all'inizio degli anni 890, Alfredo emise un articolato domboc o codice giuridico composto dalle sue stesse leggi, seguito da un codice emesso dal suo predecessore della fine del VII secolo, il re Ine del Wessex. L'insieme di queste disposizioni normative, organizzate in 120 capitoli, veniva preceduto da un'introduzione. In essa, Alfredo spiegava che la raccolta si basava anche su testi antichi e si era ordinato «di riportare per iscritto molte delle norme che i nostri antenati osservavano, quelle che mi piacevano. Ho rifiutato di riportare molte di quelle che non mi hanno convinto su suggerimento dei miei consiglieri, apportandovi delle modifiche».
Alfredo individuò in particolare le leggi che «vigevano ai giorni di Ine, mio parente, o Offa, re dei merciani, o re Etelberto del Kent che per primo tra il popolo inglese ricevette il battesimo». Egli aggiunse, piuttosto che integrare, le leggi di Ine nel suo codice e ripropose l'insieme di ammende a titolo di risarcimento promulgate da Etelberto in caso lesioni cagionate a varie parti del corpo, eccezion fatta per un paio di disposizioni non ribadite. Non si sa se Offa avesse emesso un codice legislativo, circostanza che ha spinto lo storico Patrick Wormald a ipotizzare che Alfredo si rifacesse alla legazione capitolare del 786 presentata a Offa da due legati pontifici.
Circa un quinto del codice giuridico è occupato dall'introduzione di Alfredo, che include le traduzioni in inglese dei Dieci comandamenti, alcuni capitoli del Libro dell'Esodo e la Lettera apostolica degli Atti degli Apostoli (15:23-29). L'introduzione può essere meglio intesa come una meditazione di Alfredo sul significato della legge cristiana. Ciò si deduce in virtù della continuità tra il dono della legge di Dio a Mosè e la stessa emissione della legge di Alfredo indirizzata ai sassoni occidentali. In tal modo, collegava il santo passato al presente storico e Alfredo, in veste di legislatore, si proponeva come propugnatore della legislazione divina.
Alfredo divise il suo codice in 120 capitoli perché 120 erano gli anni che aveva Mosè alla sua morte e, nel simbolismo numerico degli esegeti biblici altomedievali, 120 stava per legge. Il legame tra la legge mosaica e il codice di Alfredo riguarda la Lettera apostolica: essa spiegava che Cristo «non era venuto per infrangere o annullare i comandamenti, ma per adempierli; e insegnò la misericordia e la mansuetudine» (Intro, 49.1). La misericordia che Cristo infuse nella legge mosaica doveva trasparire dalle sanzioni previste in caso di lesioni, riproposte chiaramente nei codici di diritto barbarico da quando i sinodi cristiani «stabilirono, mediante quella misericordia che Cristo insegnò, che per quasi ogni misfatto si poteva fissare un indennizzo monetario da destinare al danneggiato senza che ciò costituisse peccato». L'unico delitto che sfuggiva alla compensazione tramite denaro era il tradimento del signore a cui rispondeva una determinata persona, «poiché Dio Onnipotente non ha giudicato nessuno tra coloro che lo disprezzavano, né Cristo, il Figlio di Dio, ha giudicato qualcuno per chi lo ha tradito a morte; e ha comandato a tutti di amare il proprio signore come se stesso». L'interpretazione di Alfredo del comandamento di Cristo, da «ama il prossimo tuo come te stesso» (Matteo 22:39-40) ad «ama il tuo signore come avresti amato il Cristo stesso», sottolinea l'importanza che Alfredo attribuiva alla signoria, da lui intesa alla stregua di un sacro vincolo istituito da Dio per il governo dell'uomo.
Quando si passa dall'introduzione del domboc alle norme stesse, resta difficile seguire una disposizione logica, in quanto la prima impressione è quella di doversi fare strada in una commistione di leggi varie. Il codice, così come conservato, appariva a un giudizio più attento a fini giudiziari. A titolo di esempio, varie leggi di Alfredo contraddicevano le leggi di Ine, che formavano una parte integrante. La spiegazione di Patrick Wormald è che il codice alfrediano dovrebbe essere inteso non come un manuale legale ma come un manifesto ideologico della regalità «progettato più per un impatto simbolico che per una direzione pratica». In termini pratici, la legge più importante nel codice potrebbe essere stata la prima: «Noi raccomandiamo, essendo un comportamento assolutamente necessario, che ogni uomo mantenga attentamente il suo giuramento e la sua promessa», un principio fondamentale del diritto anglosassone.
Alfredo dedicò notevole attenzione e cura alle questioni giudiziarie. Anche Asser sottolineava la sua preoccupazione per come veniva amministrata la giustizia. Ecco perché, secondo il gallese, il re insistette nel riesaminare una seconda volta i giudizi contestati eseguiti dai suoi aldermanni e funzionari di alto rango e «avrebbe esaminato attentamente quasi tutti i verdetti emessi in sua assenza ovunque nel regno, allo scopo di vedere se fossero giusti o ingiusti». Uno scritto realizzato durante il regno di suo figlio Edoardo il Vecchio descrive Alfredo mentre era intento a sindacare su uno di questi appelli nella sua camera.
Asser dipingeva Alfredo come un giudice salomonico, scrupoloso nelle proprie indagini giudiziarie e critico nei confronti dei funzionari reali che avevano reso giudizi iniqui o affrettati. Sebbene il cronista non avesse mai menzionava il codice legislativo, questi affermava che Alfredo si batté affinché i suoi giudici fossero istruiti e sapessero leggere e scrivere, in modo che potessero applicarsi «alla ricerca della sapienza». Il mancato rispetto di quest'ordine regio doveva essere punito con la decadenza dall'ufficio.
La Cronaca anglosassone, commissionata all'epoca di Alfredo, andò forse scritta per glorificare l'unificazione dell'Inghilterra, mentre La Vita di Re Alfredo era volta a promuovere i successi e le qualità personali di Alfredo. Appare inoltre possibile che il documento fosse finalizzato a essere diffuso in Galles, avendo Alfredo imposto la sua autorità su quella zona.

### Relazioni estere
Asser parla in toni entusiastici delle relazioni di Alfredo con le potenze straniere, malgrado siano disponibili poche informazioni certe. Il suo interesse per le realtà straniere è dimostrato dagli sforzi profusi nella sua traduzione di Orosio. Inoltre, scambiava missive con Elia III, il patriarca di Gerusalemme, e le ambasciate a Roma, trasmettendo le elemosine inglesi al papa con relativa frequenza. Intorno all'890, Wulfstan di Hedeby intraprese un viaggio dalla sua città natale, nello Jutland, lungo il Mar Baltico fino alla città commerciale prussiana di Truso (localizzata nell'odierna Polonia nord-orientale). Il sovrano inglese raccolse personalmente i dettagli di questo viaggio.
I rapporti di Alfredo con i principi celtici nella metà occidentale della Gran Bretagna sono più chiari. Relativamente all'inizio del suo regno, secondo Asser, i principi del Galles meridionale, a causa della pressione scatenata dalla zona settentrionale della regione e dalla Mercia, si raccomandarono ad Alfredo e confidarono nel suo intervento contro i vichinghi. Più tardi, durante il suo regno, i gallesi del nord seguirono il loro esempio e cooperarono con gli inglesi nella campagna dell'893 (o 894). Asser riferisce inoltre dell'invio da parte di Alfredo di elemosine ai monasteri irlandesi e continentali. Su tale scia, gli storici ritengono di certo avvenuta la visita di tre pellegrini «scoti» (cioè irlandesi) alla corte regia inglese nell'891. Il racconto secondo cui, nel corso della sua infanzia, giunse in Irlanda per chiedere a Santa Modwenna la guarigione dalla sua patologia potrebbe evidenziare l'interesse del futuro sovrano per quell'isola.

## Religione, istruzione e cultura

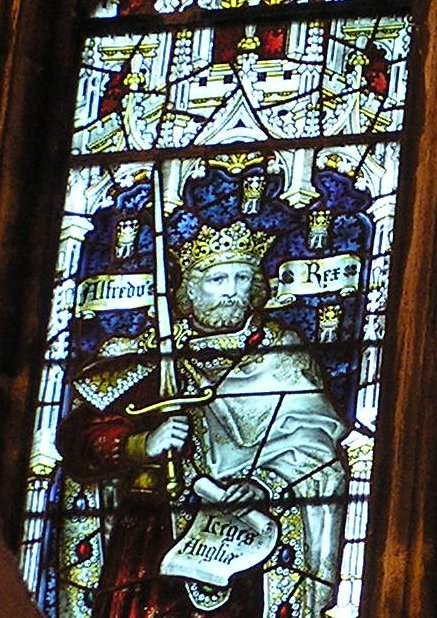
Alfredo in una vetrata del 1905 circa della cattedrale di Bristol

Negli anni 880, in contemporanea con quando «lusingava e minacciava» i suoi nobili per costruire e governare i burh, Alfredo, forse ispirato dall'esempio di Carlo Magno di quasi un secolo prima, intraprese uno sforzo altrettanto ambizioso volto a innescare un risveglio culturale. Durante questa fase storica le incursioni vichinghe erano spesso interpretate come una punizione divina e Alfredo potrebbe avere voluto fare leva sul timore religioso con l'intento di placare l'ira dell'Onnipotente.
La rifioritura della cultura passava attraverso vari fattori: l'aumento del numero di studiosi ecclesiastici dalla Mercia, dal Galles e dall'estero per migliorare il tenore della corte e dell'episcopato; l'istituzione di una scuola di corte per educare i propri figli, i discendenti dei suoi nobili e ragazzi intellettualmente promettenti di estrazione sociale non aristocratica; un tentativo di richiedere l'alfabetizzazione per coloro che ricoprivano cariche di autorità; una serie di traduzioni in volgare di opere latine che il re riteneva «più necessario che tutti gli uomini conoscano»; la compilazione di una cronaca che descrivesse in dettaglio l'ascesa del re, con una genealogia che risaliva ad Adamo finalizzata a conferire così ai re sassoni occidentali un'ascendenza biblica.
Si sa molto poco della Chiesa ai tempi di Alfredo. Gli attacchi danesi, bramosi di ricchezze, si erano rivelati particolarmente dannosi per gli edifici religiosi. La fondazione dei monasteri di Athelney e Shaftesbury da parte di Alfredo rappresentò una novità nel Wessex, in quanto le ultime case monastiche erano state inaugurate nell'inizio dell'VIII secolo. Secondo Asser, Alfredo attirò monaci stranieri in Inghilterra per popolare Athelney, essendovi poco interesse per la gente del posto a intraprendere una carriera monastica.
Il monarca non intraprese alcuna riforma sistematica delle istituzioni ecclesiastiche o delle pratiche religiose nel Wessex. A suo giudizio, la chiave per la rinascita spirituale del regno era nominare vescovi e abati pii, dotti e degni di fiducia. Come re, si considerava responsabile del benessere sia temporale che spirituale dei suoi sudditi. L'autorità secolare e quella spirituale non costituivano categorie distinte per Alfredo. Tradusse le opere di Boezio e Paolo Orosio in lingua anglosassone.
Allo stesso tempo, procedette a distribuire la sua traduzione della Cura Pastoralis di Gregorio Magno ai suoi vescovi, in modo che potessero formare e supervisionare meglio i sacerdoti. Inoltre, si proponeva di chiedere agli stessi vescovi di adempiere ai ruoli di funzionari e giudici reali. Nonostante le mani tese al clero per i motivi sopra esposti, Alfredo non si fece scrupoli a espropriare le terre della Chiesa concentrate in posizioni strategiche, in particolare le proprietà lungo il confine con il Danelaw, e di trasferirle a thegn reali e funzionari che avrebbero potuto difenderle meglio dagli attacchi dei vichinghi.

### Effetto delle incursioni danesi sull'istruzione
Le incursioni danesi ebbero un effetto devastante sull'istruzione in Inghilterra. Alfredo si lamentava nella prefazione della sua traduzione della Cura Pastoralis di Gregorio che «l'apprendimento era diminuito in modo talmente drastico in Inghilterra che c'erano pochissimi uomini da questa riva dell'Humber che potevano comprendere appieno le loro mansioni divine in inglese o che erano capaci di tradurre una singola missiva dal latino all'inglese. Suppongo pure che non ce ne siano molti oltre l'Humber». Alfredo fornì indubbiamente un resoconto esagerato, con toni drammatici volti a ribadire lo stato abissale dell'apprendimento in Inghilterra durante la sua giovinezza. Che l'apprendimento del latino non fosse stato cancellato è dimostrato dalla presenza nella sua corte di dotti chierici merciani e sassoni occidentali come Plegmund, Wæferth e Wulfsige.
La produzione di manoscritti in Inghilterra scese precipitosamente intorno all'860, quando iniziarono le invasioni vichinghe, riprendendo solo alla fine del secolo. Numerosi manoscritti anglosassoni bruciarono insieme alle chiese che li ospitavano. Un solenne diploma della cattedrale di Canterbury, datato 873, è così mal redatto e rovinato che lo storico Nicholas Brooks postulò che uno scriba o era così cieco da non potere leggere ciò che scriveva o che sapeva poco o niente di latino. «È chiaro», conclude Brooks, «che la chiesa metropolitana [di Canterbury] deve essere stata del tutto incapace di fornire una formazione efficace nelle scritture o nel culto cristiano».

### Istituzione di una scuola di corte
Alfredo istituì una scuola di corte per l'istruzione dei propri figli, di quelli nobili e di ragazzi promettenti non aristocratici. Lì studiavano libri sia in inglese che in latino e «si dedicarono alla scrittura, a tal punto [...] da essere giudicati quali studenti devoti e intelligenti delle arti liberali». Egli reclutò studiosi dal continente e dalla Gran Bretagna per aiutare nel rilancio della cultura cristiana nel Wessex e per fornire istruzioni personali al re. Grimbaldo e Giovanni il Sassone vennero dalla Francia; Plegmundo (che Alfredo nominò arcivescovo di Canterbury nell'890), il vescovo Wærferth di Worcester, Atelstano, il cappellano reale Werwulf, dalla Mercia, e Asser, dal Galles sudoccidentale.

### Promozione dell'istruzione in lingua inglese

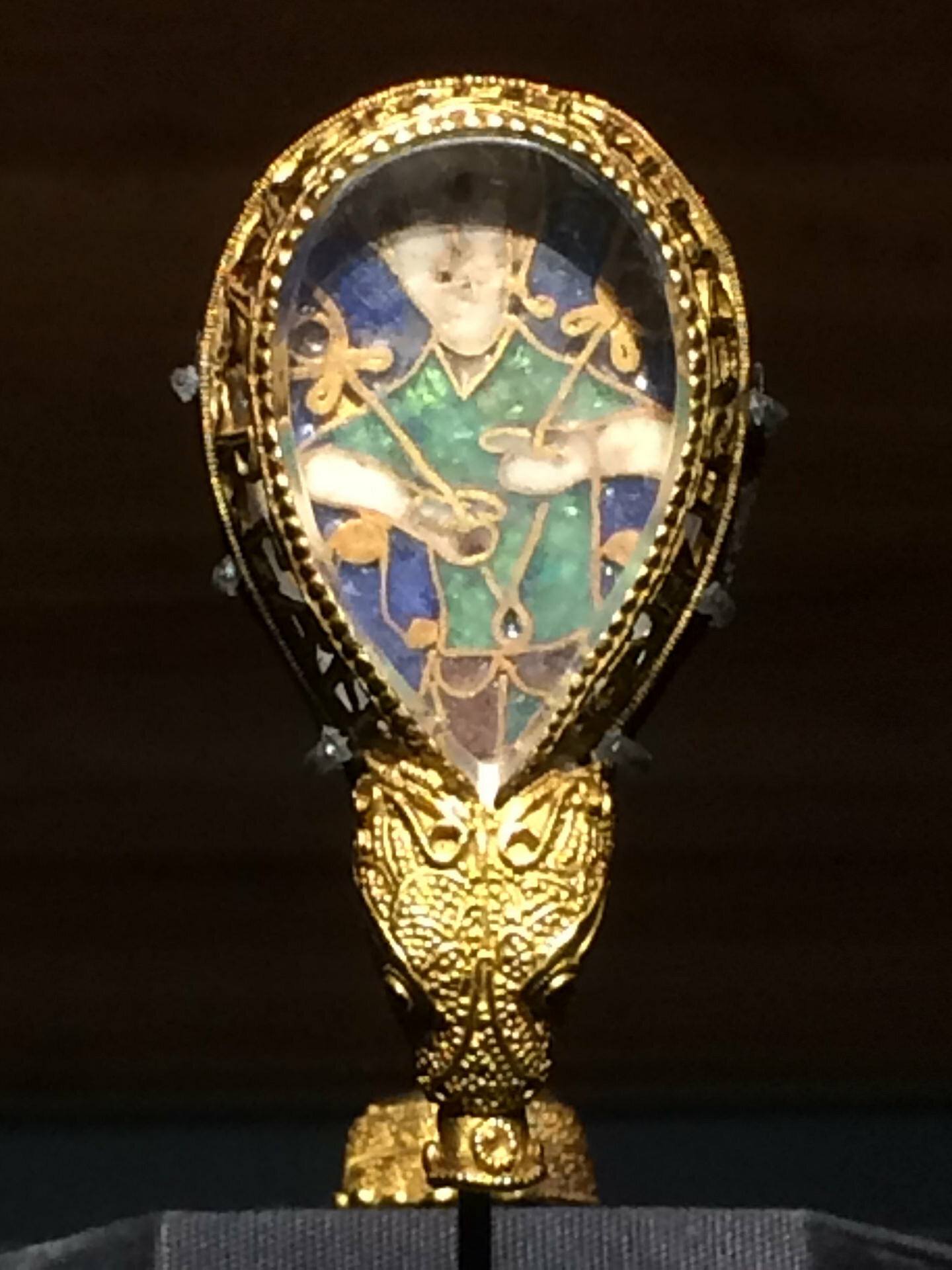
Il cosiddetto gioiello d'Alfredo, conservato nell'Ashmolean Museum a Oxford

Le ambizioni culturali di Alfredo sembrano essere andate oltre l'istituzione di una scuola di corte. Credendo che senza la saggezza cristiana «non ci può essere né prosperità né successo in guerra», Alfredo mirava «a istruire (fintanto che non si rivelino utili per qualche altro impiego) tutti i giovani nati liberi ora in Inghilterra che hanno i mezzi per applicarsi nello studio». Consapevole del decadimento dell'alfabetizzazione latina nel suo regno, Alfredo propose che l'istruzione primaria fosse in inglese antico, mentre coloro che desideravano passare agli ordini sacri dovevano continuare gli studi in latino.
Pochi "libri di cultura" apparivano scritti in inglese: Alfredo cercò di rimediare a questo attraverso un ambizioso programma incentrato sulla traduzione in inglese degli scritti che riteneva «assolutamente necessari che tutti gli uomini conoscano». Non è noto quando Alfredo diede il via ai lavori, ma ciò potrebbe essere accaduto durante gli anni 880, quando il Wessex stava beneficiando della tregua dagli attacchi dei vichinghi. Il monarca rimase, fino a poco tempo fa, spesso considerato altresì l'autore in persona di molte delle traduzioni, ma tale affermazione è oggi stata messa in dubbio in quasi tutti i casi. Gli studiosi si riferiscono più spesso alle versioni in inglese antico come "alfrediane", indicando che probabilmente avevano un qualche legame con il suo mecenatismo, ma è improbabile che fossero frutto della sua penna.
A parte il perduto Handboc o Encheiridio, che sembra essere stato un libro comune posseduto dal re, la prima opera tradotta fu il Dialoghi di Gregorio il Grande, uno scritto decisamente popolare nel Medioevo. L'opera fu intrapresa su ordine di Alfredo da Werferth, vescovo di Worcester, con il re che si limitava a fornire una prefazione. In maniera sorprendente, Alfredo, senza dubbio con la consulenza e l'aiuto dei suoi studiosi di corte, tradusse egli stesso quattro opere: Cura Pastoralis di Gregorio Magno, De consolatione philosophiae di Severino Boezio, i Soliloqui di Agostino d'Ippona e i primi cinquanta salmi del Salterio.
Si potrebbe aggiungere a questo elenco la traduzione, contenuta nel codice giuridico di Alfredo, di estratti dalla versione Vulgata dell'Esodo. Quelle in inglese antico delle Storie contro i pagani di Paolo Orosio e la Storia ecclesiastica del popolo inglese di Beda il Venerabile non sono più accettate dagli studiosi come opere proprie di Alfredo a causa di differenze lessicali e stilistiche. Tuttavia rimane il consenso sul fatto che facessero parte del progetto di lavoro alfrediano. Simon Keynes e Michael Lapidge avanzano una simile ipotesi anche per il Leechbook di Bald e per l'anonimo Old English Martyrology.
La prefazione della traduzione di Alfredo della Cura Pastoralis di papa Gregorio Magno spiegava perché riteneva necessario rendere disponibili opere come questa dal latino all'inglese. Benché descrivesse il suo metodo come finalizzato a rendere «a volte parola per parola, a volte senso per senso», la traduzione si mantiene molto vicina all'originale anche se, attraverso le sue scelte, si offuscava la distinzione tra autorità spirituale e secolare. Alfredo intendeva impiegare il lavoro rendendolo disponibile per tutti i suoi vescovi. L'interesse per la traduzione della Cura Pastoralis venne così ben trapiantato che delle copie si realizzavano ancora nell'XI secolo.
Il De consolatione philosophiae di Boezio era il manuale filosofico più popolare del Medioevo. A differenza della traduzione della Pastorale, la versione alfrediana si basa in maniera assai libera sull'originale e, sebbene G. Schepss abbia rivelato che molte delle aggiunte al testo si devono non al traduttore stesso ma alle glosse e ai commenti adoperati, molti aspetti riflettevano filosofie della regalità nell'ambiente di Alfredo. È in Boezio che ricorre la frase spesso citata: «Per dirla in breve: ho voluto vivere in maniera degna finché ho vissuto e, dopo la mia vita, vorrei lasciare ai postumi la mia traccia in opere valide». Il libro ci è pervenuto solo tramite due manoscritti: uno di essi è in prosa, l'altro una commistione di prosa e versi.
L'ultima opera alfrediana è quella che reca il nome Blostman ("Fioritura") o Antologia. La prima metà si basava principalmente sui Soliloqui di Sant'Agostino d'Ippona, il resto è tratto da varie fonti. Il materiale fu pensato per contenere molto di ciò che era proprio di Alfredo e per lui altamente caratteristico. Si pensi alle ultime parole, le quali formano un appropriato epitaffio «per il più nobile dei re inglesi [...] mi sembra un uomo molto sciocco e veramente miserabile colui che non aumenterà la sua comprensione del mondo mentre è in vita. Si deve vedere alla stessa maniera chi desidera e anela sempre a raggiungere quella vita senza fine dove tutto sarà reso chiaro». Alfredo appare come personaggio nel poema del XII o XIII secolo Il gufo e l'usignolo ("The Owl and the Nightingale"), dove viene lodata la sua saggezza e abilità con i proverbi. I Proverbi di Alfredo, un'opera del XIII secolo, contiene detti che probabilmente non si dovevano ad Alfredo, ma attestavano la sua reputazione medievale postuma di saggezza.
Il cosiddetto gioiello d'Alfredo, scoperto nel Somerset nel 1693, è stato a lungo associato al monarca, a causa della sua iscrizione in inglese antico «AELFRED MEC HEHT GEWYRCAN» ("Alfredo mi ha ordinato di essere creato"). Il gioiello è lungo circa 6,4 cm, realizzato in filigrana d'oro, e racchiude un pezzo di cristallo di quarzo lucidato al di sotto del quale è incastonato un cloisonné smaltato con l'immagine di un uomo che regge scettri floriati, forse un'impersonificazione della Vista o della Sapienza di Dio.
Un tempo attaccato a un'asta sottile o un bastone incastonato sulla presa cava alla sua base, il gioiello risale sicuramente al regno di Alfredo. Sebbene la sua funzione sia sconosciuta, si è suggerito spesso che il gioiello fosse uno degli æstels (segnalibri) che Alfredo ordinò di inviare a ogni vescovado accompagnando una copia della sua traduzione della Pastorale. Ogni æstel valeva la somma principesca di 50 mancusi, una cifra la quale giustificherebbe la lavorazione di qualità e i materiali costosi del gioiello Alfredo.
Lo storico Richard Abels giudica le riforme dell'istruzione e militari di Alfredo complementari. Ripristinare la religione e l'apprendimento nel Wessex, sostiene Abels, era nella mente del re essenziale per la difesa del suo regno quanto la costruzione dei burh. Come osservava Alfredo nella prefazione nella sua traduzione inglese della Cura Pastoralis di Gregorio Magno, i re che non obbediscono al loro dovere divino di promuovere l'apprendimento possono aspettarsi che le punizioni terrene colpiscano il loro popolo. «La ricerca della saggezza», assicurava ai suoi lettori del Boezio, «era la via più sicura per il potere: anelate dunque alla saggezza, e, quando avrete imparato abbastanza, non condannate quanto fatto, poiché vi dico che tramite la saggezza potrete immancabilmente raggiungere il potere, sì, anche se non lo si desidera».
La rappresentazione della resistenza sassone occidentale ai vichinghi da parte di Asser e del cronista come una guerra santa cristiana va interpretata come più che semplice retorica o propaganda. Essa rifletteva la fede di Alfredo in una dottrina di ricompense e punizioni divine, radicata in una visione di un ordine mondiale cristiano gerarchico in cui Dio è il Signore al quale i re devono obbedienza e, attraverso il quale, questi derivano la loro autorità sui propri sudditi. La necessità di persuadere i suoi nobili a intraprendere sforzi per il "bene comune" spinse Alfredo e i suoi studiosi di corte a rafforzare e approfondire la concezione della regalità cristiana, ereditata basandosi sull'opera di sovrani precedenti tra cui Offa, scrittori ecclesiastici tra cui Beda e Alcuin e vari partecipanti alla rinascita carolingia. Non si trattava di una via di pensiero cinica della religione per giustificare ai suoi sudditi la necessità di prestare obbedienza, ma di un elemento intrinseco nella visione del mondo di Alfredo. Egli credeva, come altri sovrani dell'Inghilterra e della Francia del IX secolo, che Dio gli avesse affidato il benessere spirituale e fisico del suo popolo. Se la fede cristiana fosse caduta in rovina nel suo regno, se il clero fosse stato troppo ignorante per comprendere le parole latine che traboccavano negli uffici e nelle liturgie, se gli antichi monasteri e collegiate sarebbero rimasti abbandonati per indifferenza, egli era responsabile agli occhi di Dio, allo stesso modo di Giosia. Il fine ultimo di Alfredo riguardava dunque una cura attenta del suo popolo.

## Aspetto e personalità
Asser scriveva del monarca nella sua Vita del Re Alfredo:
Asser riporta pure che Alfredo non imparò a leggere fino all'età di 12 anni o più, un evento descritto come «vergognosa negligenza» dei suoi genitori e tutori. Alfredo era un eccellente ascoltatore e aveva una memoria incredibile, ricordando molto bene la poesia e i salmi. A tal proposito, Asser narra di un curioso episodio risalente alla gioventù del futuro sovrano. Dopo avergli mostrato un testo, la madre mise alla prova lui e i suoi fratelli dicendo: «Regalerò questo libro a chi tra di voi lo impararerà più in fretta». Avendo poi chiesto con entusiasmo alla mamma se davvero lei avesse mantenuto fede alla sua parola, Alfredo si mise d'impegno, lo apprese e lo recitò a sua madre.
Pare che Alfredo portasse con sé un libriccino, probabilmente una versione medievale di un taccuino tascabile, che conteneva salmi e molte preghiere che spesso soleva riportare. Asser scrive: questi «raccoglieva tutto in un solo libro, come ho potuto constatare di persona; in ogni dove e in ogni frangente della vita quotidiana, lo portava con sé per amore della preghiera, non separandosene mai». Eccellente cacciatore, Alfredo non vedeva secondo le fonti coeve rivali in tale pratica.
Sebbene fosse il più giovane dei suoi fratelli, era probabilmente il più aperto di mente. Il suo desiderio di aumentare il tasso d'istruzione potrebbe derivare dal suo amore in giovane età per la poesia inglese e dalla volontà di leggere su testi scritti quanto sarebbe andato con il tempo o con la memoria dimenticato. Asser riporta che Alfredo «non riusciva a soddisfare la sua brama per ciò che desiderava di più, vale a dire le arti liberali; questo perché, come di solito diceva, a quel tempo non c'erano buoni studiosi nell'intero regno dei sassoni occidentali».

## Discendenza
Nell'868, Alfredo sposò Ealhswith, figlia di un nobile merciano, Etelredo Mucel, aldermanno dei Gaini, uno dei gruppi tribali locali. La madre di Ealhswith, Eadburh, era legata alla famiglia reale di Mercia.
I due ebbero cinque o sei figli, tra cui:
- Ethelfleda (*~870 †918), divenuta signora dei merciani, si sposò nell'886 circa con Etelredo; ebbero un figlio;
- Edoardo il Vecchio (*~871 †924), successe a suo padre come re; si sposò con Ecgwynn (1ª moglie), Elfleda (2ª moglie), Edgiva nel 919 (3ª moglie);
- Elfrida (*~877 †929), sposò Baldovino II di Fiandra;
- Etelgifu (*? †?), badessa di Shaftesbury;
- Etelverdo (*? †16 ottobre 922?), sposato ebbe dei figli.

Sua madre era Osburga, figlia di Oslac dell'isola di Wight, gran maggiordomo d'Inghilterra. Asser, nella sua Vita Ælfredi afferma che questo elemento evidenzierebbe il suo legame con gli juti dell'isola di Wight. Si tratta di un'affermazione improbabile, poiché Beda il Venerabile riporta che furono tutti massacrati dai Sassoni sotto Caedwalla.
Osferth viene descritto come un parente nel testamento di re Alfredo e i documenti attestano che preservò una posizione elevata fino al 934. Un atto risalente al regno di re Edoardo lo descriveva come il fratello del re, un'informazione errata secondo Keynes e Lapidge; a giudizio di Janet Nelson, si tratterebbe di un figlio illegittimo di re Alfredo.

## Lascito

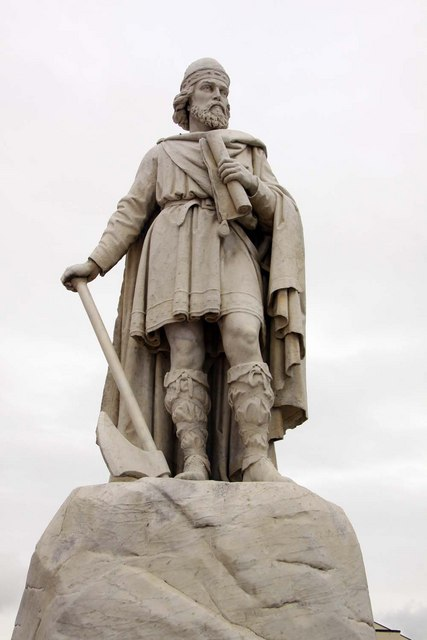
Statua di Alfredo il Grande a Wantage, Oxfordshire

Alfredo è venerato come santo da alcune tradizioni cristiane. Sebbene Enrico VI d'Inghilterra abbia tentato senza successo di farlo canonizzare da papa Eugenio IV nel 1441, fu venerato in alcuni anni dalla Chiesa cattolica; tuttavia, l'attuale "Martirologio Romano" non lo menziona. La Comunione anglicana lo venera come eroe cristiano con una festività minore il 26 ottobre: è spesso raffigurato su vetrate delle parrocchie britanniche.
Alfredo incaricò il vescovo Asser di scrivere la sua biografia, fornendo inevitabilmente un punto di vista non neutrale e incentrato sugli aspetti positivi dell'uomo. Anche storici medievali successivi come Goffredo di Monmouth rafforzarono l'immagine favorevole di Alfredo. Al tempo della Riforma, il monarca era visto come un pio sovrano cristiano che promuoveva l'uso dell'inglese piuttosto che del latino, ragion per cui le traduzioni che commissionò furono considerate non contaminate dalle successive influenze cattoliche dei Normanni. Di conseguenza, furono gli scrittori del XVI secolo a conferire ad Alfredo il suo epiteto "il Grande", mentre ciò non si rintraccia in nessuno dei contemporanei di Alfredo. Il titolo fu mantenuto dalle generazioni successive che ammirarono il patriottismo di Alfredo, il suo successo contro la barbarie, la promozione dell'istruzione e l'istituzione dello Stato di diritto.
Un certo numero di istituti scolastici e strutture universitarie vanta nella propria indicazione il nome di Alfredo, tra cui l'Università di Winchester, un'università e un college della cittadina di Alfred, nello stato di New York, una prestigiosa scuola secondaria a Wantage, nell'Oxfordshire, la scuola di Barnet, a nord di Londra e altri istituti situati nel Regno Unito o negli USA.
La Royal Navy ha battezzato una nave e due avamposti costieri HMS King Alfred, mentre una delle prime navi della Marina statunitense fu chiamata USS Alfred in suo onore. Nel 2002 Alfredo è stato classificato al numero 14 nella lista della BBC dei 100 britannici più influenti a seguito di una votazione eseguita in tutto il Regno Unito.
Varie statue dedicate ad Alfredo il Grande sono state realizzate a Winchester (eretta nel 1899 per celebrare i mille anni dalla morte di Alfred), a Pewsey (inaugurata nel 1913 in occasione dell'incoronazione di re Giorgio V), a Wantage, all'Università di Albany, nello stato di New York, e a Cleveland, in Ohio.

## Nella cultura di massa
- Alfredo il Grande è il protagonista dell'omonima opera seria di Gaetano Donizetti del 1823.
- La ballata del Cavallo Bianco, poema epico del 1911 dello scrittore inglese Gilbert Keith Chesterton, è una narrazione romanzata della vicenda d'Alfredo e della sua battaglia contro i danesi.
- Dopo che una pellicola gli fu dedicata nel 1969 sotto la regia di Clive Donner, Alfredo fa parte della serie di romanzi "Le storie dei Re Sassoni" scritta da Bernard Cornwell; e della serie TV derivata The Last Kingdom interpretato da David Dawson.
- Alfredo è presente anche nella serie televisiva Vikings, interpretato da Ferdia Walsh-Peelo.
- È rappresentato anche nel videogioco del 2020 Assassin's Creed: Valhalla, dove interpreta un ruolo ambiguo, essendo antagonista ma aiutando segretamente il protagonista a eliminare l'ordine di cui lui è a capo.

### La leggenda della torta
Una leggenda narra che quando Alfredo fuggì per la prima volta a Somerset Levels gli fu dato rifugio da una contadina che, ignara della sua identità, lo lasciò a sorvegliare alcuni dolci che aveva lasciato cuocere sul fuoco. Assorto nei pensieri relativi alle problematiche del suo regno, Alfredo lasciò bruciare senza volerlo le torte e venne sgridato dalla donna al suo ritorno. Non ci sono prove contemporanee che avvalorino la veridicità della leggenda, ma è possibile che si diffuse come racconto per via orale. La prima volta che finì riportata su testi scritti avvenne circa un secolo dopo la morte di Alfredo.

## Ascendenza
|                      |   |   | Genitori |  |  | Nonni |  |  | Bisnonni          |  |  | Trisnonni       |  |
|                      |   |   |          |  |  |       |  |  | Ealhmund del Kent |  |  | Eafa del Wessex |  |
|                      |   |   |          |  |  |       |  |  | Ealhmund del Kent |  |  | Eafa del Wessex |  |
|                      |   | … |          |  |  |       |  |  | Ealhmund del Kent |  |  |                 |  |
| Egberto del Wessex   |   |   |          |  |  |       |  |  | Ealhmund del Kent |  |  |                 |  |
|                      |   | … | …        |  |  |       |  |  |                   |  |  |                 |  |
|                      |   | … | …        |  |  |       |  |  |                   |  |  |                 |  |
|                      |   | … | …        |  |  |       |  |  |                   |  |  |                 |  |
| Etelvulfo del Wessex |   | … |          |  |  |       |  |  |                   |  |  |                 |  |
|                      |   | … | …        |  |  |       |  |  |                   |  |  |                 |  |
|                      |   | … | …        |  |  |       |  |  |                   |  |  |                 |  |
|                      |   | … | …        |  |  |       |  |  |                   |  |  |                 |  |
| …                    |   | … |          |  |  |       |  |  |                   |  |  |                 |  |
|                      |   | … | …        |  |  |       |  |  |                   |  |  |                 |  |
|                      |   | … | …        |  |  |       |  |  |                   |  |  |                 |  |
|                      |   | … | …        |  |  |       |  |  |                   |  |  |                 |  |
| Alfredo il Grande    |   | … |          |  |  |       |  |  |                   |  |  |                 |  |
|                      | … | … |          |  |  |       |  |  |                   |  |  |                 |  |
|                      | … | … |          |  |  |       |  |  |                   |  |  |                 |  |
|                      | … | … |          |  |  |       |  |  |                   |  |  |                 |  |
| Oslac di Wight       | … |   |          |  |  |       |  |  |                   |  |  |                 |  |
|                      |   | … | …        |  |  |       |  |  |                   |  |  |                 |  |
|                      |   | … | …        |  |  |       |  |  |                   |  |  |                 |  |
|                      |   | … | …        |  |  |       |  |  |                   |  |  |                 |  |
| Osburga              |   | … |          |  |  |       |  |  |                   |  |  |                 |  |
|                      |   | … | …        |  |  |       |  |  |                   |  |  |                 |  |
|                      |   | … | …        |  |  |       |  |  |                   |  |  |                 |  |
|                      |   | … | …        |  |  |       |  |  |                   |  |  |                 |  |
| …                    |   | … |          |  |  |       |  |  |                   |  |  |                 |  |
|                      |   | … | …        |  |  |       |  |  |                   |  |  |                 |  |
|                      |   | … | …        |  |  |       |  |  |                   |  |  |                 |  |
|                      |   | … | …        |  |  |       |  |  |                   |  |  |                 |  |
|                      |   | … |          |  |  |       |  |  |                   |  |  |                 |  |

### Esplicative
1. ↑  Gli storici hanno messo in dubbio che la genealogia di Egberto fosse legata a Cerdic, ritenendola un'invenzione volta a legittimare la sua presa del trono della Sassonia occidentale. Inoltre, sono state presentate riserve sulla stessa figura di Cerdic, non essendo questo ritenuto da tutti una persona reale e considerato forse un personaggio immaginario volto a glorificare il nobile: Edwards (2004); Yorke (2004).
2. ↑  Dal 1974, Wantage rientra nell'Oxfordshire:  Wantage (archiviato dall'url originale il 26 giugno 2020)..
3. ↑  Tomas Kalmar sostiene che l'anno di nascita di Alfredo non debba considerarsi un dato incerto. Egli ritiene che l'849 indicato nella biografia di Asser sia un'interpolazione successiva e considera che il periodo di 23 anni indicato nell'opera del gallese non si riferisca all'età di Alfredo quando salì al trono, ma al periodo intercorso tra la sua nomina a re alla data in cui lo scritto fu compilato: Kalmar (2016a); Kalmar (2016b).
4. ↑  L'iscrizione recita «ALFREDO IL GRANDE AD 879 su questo vertice eresse il suo stendardo contro gli invasori danesi A lui dobbiamo L'origine delle giurie L'istituzione di una milizia La creazione di una forza navale ALFREDO La luce di un'era ottenebrata era un filosofo e un cristiano Il padre del suo popolo Il fondatore della monarchia inglese e della libertà»: Horspool (2006), p. 73.
5. ↑  Il burh di epoca alfrediana ha rappresentato una tappa nell'evoluzione delle città e dei borghi medievali inglesi. Dei 22 borghi che divennero distretti, 3 non raggiungevano il pieno status di città: Tait (1999), p. 18; Loyn (1991), p. 138.
6. ↑  Alcune versioni della Cronaca anglosassone riferirono che Alfredo inviò una delegazione in India, anche se l'espressione potrebbe significa solo l'Asia occidentale. Altre versioni riportano "Giudea": Abels (1998), pp. 190-192.
7. ↑  La comunità ortodossa orientale si è divisa tra un filone favorevole e uno contrario alla canonizzazione di Alfredo come santo:  1 (archiviato dall'url originale il 5 aprile 2021).;  2 (archiviato dall'url originale il 27 settembre 2021)..

### Bibliografiche
1. ↑  (DE) J.Schäfer, Alfred "der Große", su Ökumenisches Heiligenlexikon, 2015. URL consultato il 1º ottobre 2017 (archiviato l'8 aprile 2016).
2. ↑  Yorke (2001), pp. 27-28.
3. ↑   Claudio Arletti, Pentateuco, Bologna, Edizioni Dehoniane,  p. 66, ISBN 978-88-10-96247-3. URL consultato il 29 settembre 2021 (archiviato il 28 settembre 2021).
4. ↑  Abels (2002), pp. 84-85.
5. ↑  Dumville (1979), pp. 17-18.
6. ↑  Yorke (1990), pp. 142-143, 148-149.
7. ↑  Keynes (1995), pp. 28, 39-41.
8. ↑  Abels (1998), pp. 28-29.
9. ↑  Kirby (2000), p. 161.
10. ↑  Keynes (1993), pp. 120-121.
11. ↑  Kirby (2000), pp. 155-156.
12. ↑  Edwards (2004).
13. ↑  Kirby (2000), p. 171.
14. ↑  Charles-Edwards (2013), p. 431.
15. 1 2  Nelson (2004).
16. ↑  Abels (1998), p. 31.
17. ↑  Stenton (1971), p. 244.
18. ↑  Swanton (2000), p. 64.
19. ↑  Abels (1998), pp. 89-94.
20. ↑  Abels (1998), p. 26.
21. ↑  Keynes e Lapidge (1983), pp. 13, 67, 101.
22. ↑  Dumville (1996), p. 23.
23. ↑  Huscroft (2019), p. XII.
24. ↑  Swanton (2000), p. 4.
25. ↑  Dumville (1986), p. 25.
26. ↑  Smyth (1995), p. 3.
27. 1 2 3 4 5  Wormald (2006).
28. ↑  Keynes (2014), p. 51.
29. ↑  Abels (1998), pp. 26, 45-46.
30. ↑  Abels (1998), pp. 45-50, 55.
31. ↑  Nelson (2003), p. 295.
32. ↑  Miller (2004).
33. ↑  Abels (1998), pp. 55-56.
34. ↑  Giles e Ingram (1996), anno 853.
35. 1 2  Abels (1998), p. 55.
36. ↑  Crofton (2006), p. 8.
37. ↑  Keynes e Lapidge (1983), pp. 16-17.
38. 1 2 3 4 5 6 7 8  Plummer (1911), pp. 582-584.
39. ↑  Giles e Ingram (1996), anno 868.
40. 1 2 3 4  Abels (1998), p. 135.
41. 1 2  Abels (1998), pp. 140-141.
42. ↑  Brooks e Graham-Campbell (1986), pp. 91-110.
43. ↑  Abels (1998), pp. 148-150.
44. 1 2  Giles e Ingram (1996), anno 878.
45. 1 2  Savage (1988), p. 101.
46. ↑  Lavelle (2010), pp. 187-191.
47. ↑  Nares (1859), p. 160.
48. ↑  Keynes e Lapidge (1983), cap. 56.
49. ↑  Horspool (2006), pp. 123-124.
50. ↑  Keynes e Lapidge (1983), cap. 60.
51. ↑  Abels (1998), p. 163.
52. ↑  Attenborough (1922), pp. 98-101.
53. ↑   Contenuto originale del trattato di Alfredo e Gunthrum, su archive.org. URL consultato il 27 settembre 2021.
54. 1 2  Blackburn (1998), pp. 105-124.
55. ↑  Smyth (1995), pp. 303-304.
56. ↑  Pratt (2007), p. 94.
57. 1 2  Keynes e Lapidge (1983), p. 86.
58. ↑  Keynes e Lapidge (1983), pp. 250-251.
59. 1 2  Abels (1998), p. 171.
60. ↑  Smyth (1995), pp. 20-21.
61. 1 2  Abels (1998), pp. 190-191.
62. 1 2 3 4  Keynes e Lapidge (1983), p. 87.
63. ↑  Huntingdon (1969), p. 81.
64. ↑  Woodruff (1993), p. 86.
65. ↑  Keynes (1998), p. 24.
66. ↑  Keynes (1998), p. 23.
67. ↑  Pratt (2007), p. 106.
68. ↑  Woodruff (1993), p. 89.
69. ↑  (EN) A History of King Alfred The Great and the Danes, su localhistories.org. URL consultato il 27 settembre 2021 (archiviato il 26 settembre 2021).
70. 1 2 3  Merkle (2009), p. 220.
71. 1 2  Keynes e Lapidge (1983), pp. 115-116, 286.
72. 1 2 3 4 5 6 7 8 9 10 11 12  Plummer (1911), p. 583.
73. ↑  Abels (1998), p. 308.
74. ↑  Craig (1991), pp. 303-305.
75. ↑  Jackson (1992), p. 58.
76. ↑  Malmesbury (1904), p. 145.
77. 1 2 3 4 5  (EN) Houses of Benedictine monks: New Minster, or the Abbey of Hyde, su British History Online. URL consultato il 27 settembre 2021 (archiviato il 1º giugno 2021).
78. 1 2  (EN) Tristram Hunt, Building Jerusalem: The Rise and Fall of the Victorian City, Penguin UK, 2019,  p. 66, ISBN 978-01-41-99013-2. URL consultato il 29 settembre 2021 (archiviato il 27 settembre 2021).
79. 1 2  The Church Monuments Society (2014).
80. ↑  Dodson (2004), p. 37.
81. ↑  Winchester Museums Service (2009).
82. 1 2  Kennedy (2013).
83. ↑  Cohen (2013).
84. ↑  BBC (2014).
85. ↑  Keys (2014).
86. ↑  Preston, Wise e Werner (1956), p. 70.
87. ↑  Hollister (1962), pp. 59-60.
88. 1 2  Attenborough (1922), pp. 52-53.
89. 1 2 3 4  Abels (1998), pp. 194-195.
90. 1 2  Abels (1998), pp. 139, 152.
91. ↑  Cannon (1997), p. 398.
92. 1 2  Abels (1998), p. 194.
93. 1 2 3  Keynes e Lapidge (1983), p. 14.
94. ↑  Lavelle (2010), p. 212.
95. 1 2 3 4 5 6  Savage (1988), p. 111.
96. ↑  Savage (1988), pp. 86-88, 97.
97. 1 2 3 4  Abels (1998), pp. 305-307.
98. 1 2 3 4 5  Lavelle (2010), pp. 286-297.
99. ↑  Giles e Ingram (1996), anno 896.
100. 1 2 3  Lavelle (2010), pp. 70-73.
101. ↑  Lapidge (2001).
102. ↑  Pratt (2007), p. 95.
103. 1 2  Hull (2006), p. XX.
104. ↑  Abels (1998), p. 203.
105. ↑  Tait (1999), p. 18.
106. ↑  Welch (1992), p. 127.
107. ↑  Abels (1998), p. 304.
108. ↑  Hill e Rumble (1996), p. 5.
109. ↑  Abels (1998), pp. 204-207.
110. 1 2  Abels (1998), pp. 198-202.
111. ↑  Lavelle (2003), p. 26.
112. 1 2 3  Abels (1988), pp. 204, 304.
113. ↑  Abels (1998), pp. 287, 304.
114. ↑  Abels (1998), p. 206.
115. ↑  Attenborough (1922), pp. 62-93.
116. 1 2  Keynes e Lapidge (1983), p. 164.
117. 1 2 3  Wormald (2001), pp. 280-281.
118. ↑  Pratt (2007), p. 215.
119. ↑  Abels (1998), p. 248.
120. ↑  Wormald (2001), p. 417.
121. 1 2  Keynes e Lapidge (1983), pp. 164-165.
122. ↑  Abels (1998), p. 250.
123. 1 2  Wormald (2001), p. 427.
124. ↑  Keynes e Lapidge (1983), p. 109.
125. ↑  Whitelock (1996), pp. 544-546.
126. ↑  Keynes e Lapidge (1983), pp. 109-110.
127. 1 2  Parker (2007), pp. 48-50.
128. ↑  Orosio e Hampson (1855), p. 16.
129. ↑  Keynes (1999), "Re Alfredo il Grande e Abbazia di Shaftesbury".
130. ↑  Keynes e Lapidge (1983), pp. 28-29.
131. ↑  Gransden (1996), pp. 34-35.
132. 1 2  Yorke (1995), p. 201.
133. ↑  Keynes e Lapidge (1983), pp. 101-102.
134. 1 2  Ranft (2012), pp. 78-79.
135. 1 2 3  Sweet (1871), pp. 1-9.
136. ↑  Fleming (1985).
137. 1 2  Keynes e Lapidge (1983), p. 125.
138. ↑  Abels (1998), pp. 265-268.
139. ↑  Dumville (1992), p. 190.
140. ↑  Brooks (1984), pp. 172-173.
141. ↑  Keynes e Lapidge (1983), pp. 35-36, 90-91.
142. ↑  Keynes e Lapidge (1983), pp. 92-93.
143. 1 2  (EN) Translation of Alfred's Prose, su departments.bucknell.edu. URL consultato il 27 settembre 2021 (archiviato il 27 settembre 2021).
144. 1 2  Keynes e Lapidge (1983), pp. 125-126.
145. ↑  (EN) M.R. Godden, Did King Alfred Write Anything?, in Medium Ævum, vol. 76, n. 1, 2007,  pp. 1-23, DOI:10.2307/43632294. URL consultato il 29 settembre 2021 (archiviato il 4 luglio 2020).
146. ↑  Bately (2014), pp. 113-142.
147. 1 2 3  Bately (1970), pp. 433-460.
148. 1 2  Bately (1990), pp. 45-78.
149. ↑  Keynes e Lapidge (1983), pp. 33-34.
150. 1 2 3  Plummer (1911), p. 584.
151. ↑  Paul (2015), MS Ii.2.4.
152. ↑  Schepss (1895), pp. 149-160.
153. ↑  Keynes e Lapidge (1983), p. 133.
154. ↑  (EN) Boezio, King Alfred's Anglo-Saxon Version of Boethius De Consolatione Philosophiae, traduzione di Samuel Fox, 1895,  p. 360. URL consultato il 29 settembre 2021 (archiviato il 27 settembre 2021).
155. ↑  Parker (2007), pp. 115-126.
156. ↑  Pratt (2007), pp. 189-191.
157. ↑  Keynes e Lapidge (1983), pp. 203-206.
158. 1 2 3 4 5  Abels (1998), pp. 219-257.
159. ↑  Keynes e Lapidge (1983), pp. 124-145.
160. ↑  Sedgefield (1900), p. 35.
161. ↑  Keynes e Lapidge (1983), pp. 74-75.
162. 1 2 3 4 5  Keynes e Lapidge (1983), p. 75.
163. ↑  Keynes e Lapidge (1983), pp. 77, 240-241.
164. ↑  Università di Bristol (2010).
165. ↑  Keynes e Lapidge (1983), p. 322, n. 79.
166. ↑  Nelson (1999), pp. 60-62.
167. ↑   Sant'Alfredo il Grande, su santiebeati.it. URL consultato il 9 maggio 2022.
168. ↑   Sant'Alfredo il Grande, su santiebeati.it. URL consultato il 28 settembre 2021 (archiviato il 2 agosto 2019).
169. ↑  Foot (2011), p. 231.
170. ↑  Horspool (2006), pp. 190-191.
171. ↑  (EN) The Calendar, su churchofengland.org. URL consultato il 28 settembre 2021 (archiviato il 9 marzo 2021).
172. 1 2  Yorke (1999).
173. ↑  BBC Top 100 (2002).
174. ↑   David Ross, Statue of King Alfred the Great, su britainexpress.com, 11 ottobre 2016. URL consultato il 28 settembre 2021 (archiviato il 27 settembre 2021).
175. ↑  (EN) Pewsey.uk website: Village History, su pewsey-uk.co.uk. URL consultato il 28 settembre 2021 (archiviato il 7 dicembre 2016).
176. ↑  Townsend (2008).
177. 1 2  Horspool (2006), p. 2.